# 上海市公交线路列表 (数字线路)
本列表旨在列出上海公交系统中所有正在运营的以纯数字为线路名称的公共交通线路。
在上海公交系统中，数字线路的号段通常按一定规律分配。
一位数线路及以1、2开头二位数线路是全程单一票价的平日市区公共电车线路，其中部分线路虽然保留原有线路编号和资质，但已经改行汽车。截至2023年1月1日，上海市只有8条线路为无轨电车线路，即6路（目前为电动汽车和无轨电车混合运营）、14路、15路、19路、20路、23路、24路、71路。
其余的2位数线路（除01线、04线）及以1打头的三位数线路，为全程单一票价的平日市区公共汽车线路，过去大致按3、4开头市区线路，5、6、7、9开头通郊线路，8开头浦东线路分配，但因线路调整和新线开通，区别已不明显。01线、04线曾经为临时开行的专线公交线路，但实际执行全程单一票价。
以2打头的三位数线路，为仅在上下高峰时运营的高峰线；部分线路因客流量大已转为日常运营，如220路。
以3打头的三位数线路，为仅在23:00至5:00间运营的夜宵线。
以4打头的三位数线路，曾经是超长高峰线路，如401路（上海机床厂—田林新村，全长近30公里）；目前分配为跨黄浦江运营的线路，如455路。
以5、6、8、9打头的三位数线路，曾经是专线公交线路号段，部分线路已转为单一票价或者变更线路名后转为单一票价，其中6打头的线路除635、642和643为跨区线，线路部分位于浦东新区范围内以外，其余线路只在浦东新区范围内行驶，9打头的三位数线路曾为使用空调专线公交线路的号段。
以7打头的三位数线路，曾为1990年代上海市政府推行实事工程而开行的市郊区大型居民区通勤线路。
近年来，上海市及各区（县）的交通管理部门常使用1字头、7字头、8字头、9字头三位数线路名称，分配给转型为普通公交线路的专线线路，或是分配给原以文字名称命名的郊区公共汽车常规线路，例如松莘线C线被上海市交管部门更名为125路等。
四位数的线路编号分配给社区穿梭巴士线路，此类线路通常为单一票制，单次实际收费人民币1元。社区穿梭巴士线路编号分配具有一定规律。其中，10—11开头的编号分配给浦东新区的线路，12开头的编号分配予市中心八个区，150—151开头的编号分配给青浦区的线路，155开头的编号分配给奉贤区的线路，160—161开头的编号分配给宝山区的线路，165—166开头的编号分配给金山区的线路，17开头的编号分配给崇明区的线路，18开头的编号分配给松江区的线路。

## 一位数公交线路列表
| 线路编号 | 经营者     | 起讫站                       | 全程收费 | 运营里程  | 运营时间                                                                                      | 备注                                                     | 照片 |
| -------- | ---------- | ---------------------------- | -------- | --------- | --------------------------------------------------------------------------------------------- | -------------------------------------------------------- | ---- |
| 6路      | 巴士一公司 | 长白路图们路－武进路河南北路 | CNY¥2    | 8.925公里 | 长白路图们路 - 武进路河南北路（04:30 - 23:30） 武进路河南北路 - 长白路图们路（05:05 - 23:30） | 大部分班次使用电动汽车运营，仅少量班次仍使用无轨电车运营 |      |
| 8路      | 巴士一公司 | 松潘路杨树浦路－三门路市光路 | CNY¥2    | 7.055公里 | 松潘路杨树浦路－三门路市光路（05:00 - 23:00） 三门路市光路－松潘路杨树浦路（05:00 - 23:00）   | 曾为无轨电车线路，2022年11月17日起改用电动汽车运营       |      |

## 两位数公交线路列表
| 线路编号   | 经营者     | 起讫站                                          | 全程收费 | 运营里程   | 运营时间 | 备注                                                                                              | 照片 |
| ---------- | ---------- | ----------------------------------------------- | -------- | ---------- | --- | ------------------------------------------------------------------------------------------------- | ---- |
| 11路       | 巴士四公司 | 老西门- 老西门（环线）                          | CNY¥2    | 5.3公里    | 老西门 - 老西门（外圈） (05:30 - 23:00) 老西门 - 老西门（内圈） (05:30 - 23:20)                                     | 环线；2008年以前为无轨电车，2006年起使用超级电容车，2010年起使用世博会超级电容车，现已退役        |      |
| 13路       | 巴士一公司 | 提篮桥－中山公园地铁站                          | CNY¥2    | 12.3公里   | 提篮桥 - 中山公园地铁站（04:30 - 23:30） 中山公园地铁站 - 提篮桥（04:30 - 23:45）                                   | 曾为无轨电车线路，2023年1月1日起改用电动汽车运营；原922路；原13路区间已撤销                       |      |
| 14路       | 巴士一公司 | 江浦路中山北二路－东新桥                        | CNY¥2    | 9.45公里   | 江浦路中山北二路 - 东新桥（04:30 - 23:45） 东新桥 - 江浦路中山北二路（04:45 - 23:45）                               | 于1914年11月15日开始投入使用，是亚洲第一条无轨电车线路，至今已运营100年                           |      |
| 15路       | 巴士一公司 | 浙江北路天目东路－上海体育场                    | CNY¥2    | 10.5公里   | 浙江北路天目东路 - 上海体育场（05:00 - 23:00） 上海体育场 - 浙江北路天目东路（05:00 - 23:40）                       | 无轨电车                                                                                          |      |
| 17路       | 巴士四公司 | 卢浦大桥－唐山路通北路                          | CNY¥2    | 13.36公里  | 卢浦大桥 - 唐山路通北路（05:00 - 23:00） 唐山路通北路 - 卢浦大桥（05:00 - 23:00）                                   | 2007年5月前为无轨电车                                                                             |      |
| 18路       | 巴士四公司 | 南浦大桥（沪军营路）－鲁迅公园                  | CNY¥2    | 11.6公里   | 南浦大桥（沪军营路） - 鲁迅公园（05:00 - 23:00） 鲁迅公园 - 龙华东路蒙自路（05:00 - 23:00）                         | 2003年前为无轨电车                                                                                |      |
| 19路       | 巴士一公司 | 普陀路江宁路－唐山路通北路                      | CNY¥2    | 10.54公里  | 普陀路江宁路 - 唐山路通北路（05:30 - 23:30） 唐山路通北路 - 普陀路江宁路（04:45 - 22:45）                           | 无轨电车                                                                                          |      |
| 20路       | 巴士一公司 | 汉口路四川中路－中山公园（万航渡路）            | CNY¥2    | 9.11公里   | 汉口路四川中路 - 中山公园(万航渡路)（05:00 - 23:30） 中山公园(万航渡路) - 汉口路四川中路（05:00 - 23:15）           | 无轨电车；原921路                                                                                 |      |
| 21路       | 巴士一公司 | 广粤路丰镇路－愚园路胶州路                      | CNY¥2    | 13.9公里   | 广粤路丰镇路 - 愚园路胶州路（05:00 - 23:00） 愚园路胶州路 - 广粤路丰镇路（05:00 - 23:35）                           | 2005年前为无轨电车，曾因71路开通受巴士三公司托管                                                  |      |
| 22路       | 巴士一公司 | 长白路图们路－闵行路长治路（外白渡桥）          | CNY¥2    | 8.8公里    | 长白路图们路 - 闵行路长治路（04:45 - 22:40） 闵行路长治路 - 长白路图们路（05:15 - 23:00）                           | 曾为无轨电车线路，2022年8月17日起改用电动汽车运营                                                 |      |
| 23路       | 巴士一公司 | 中山南一路西藏南路－忻康里 (康定路万航渡路)     | CNY¥2    | 9.85公里   | 中山南一路西藏南路 - 忻康里（05:00 - 23:35） 忻康里 - 中山南一路西藏南路（05:00 - 23:00）                           | 无轨电车                                                                                          |      |
| 24路       | 巴士一公司 | 豆市街复兴东路－长寿新村 (常德路澳门路)         | CNY¥2    | 10.184公里 | 豆市街复兴东路 - 长寿新村（05:00 - 23:00） 长寿新村 - 豆市街复兴东路（05:00 - 23:20）                               | 无轨电车，1938年9月15日由法商电车电灯公司和英商上海电车公司联营开辟                               |      |
| 25路       | 巴士一公司 | 平凉路军工路－南崇明路崇明支路                  | CNY¥2    | 10.86公里  | 平凉路军工路 - 南崇明路崇明支路（05:00 - 23:00） 南崇明路崇明支路 - 平凉路军工路（05:00 - 23:00）                   | 曾为无轨电车线路，2022年8月15日起改用电动汽车运营                                                 |      |
| 26路       | 巴士四公司 | 广元西路虹桥路－新开河路中山东二路              | CNY¥2    | 8.85公里   | 新开河路中山东二路 - 广元西路虹桥路（05:30 - 22:45） 广元西路虹桥路 - 新开河路中山东二路（05:30 - 22:45）           | 2008年以前为无轨电车，2010年起使用世博会超级电容车，现已退役；1994至2005年间为126路               |      |
| 28路       | 巴士一公司 | 包头路嫩江路－提篮桥                            | CNY¥2    | 11.88公里  | 包头路嫩江路 - 提篮桥（05:15 - 23:00） 提篮桥 - 包头路嫩江路（04:40 - 23:00）                                       | 曾为无轨电车线路，2022年8月17日起改用电动汽车运营                                                 |      |
| 33路       | 巴士一公司 | 中山东二路新开河路－军工路长阳路                | CNY¥2    | 12.4公里   | 中山东二路新开河路 - 军工路长阳路（04:30 - 23:45） 军工路长阳路 - 中山东二路新开河路（04:30 - 23:30）               | 原22路                                                                                            |      |
| 36路       | 巴士一公司 | 卢浦大桥 (鲁班路龙华东路)－东新路光复西路       | CNY¥2    | 11.67公里  | 卢浦大桥 - 东新路光复西路（05:00 - 22:45） 东新路光复西路 - 卢浦大桥（05:00 - 22:45）                               | 1997年16路无轨电车改汽，更名36路；曾因71路开通受巴士三公司托管                                    |      |
| 37路       | 巴士一公司 | 愚园路胶州路－扬州路齐齐哈尔路                  | CNY¥2    | 10.7公里   | 扬州路齐齐哈尔路 - 愚园路胶州路（05:30 - 23:00） 愚园路胶州路 - 扬州路齐齐哈尔路（05:20 - 23:35）                   | 1997年27路无轨电车改汽，更名37路                                                                  |      |
| 40路       | 巴士五公司 | 北区汽车站－乌鲁木齐北路延安西路                | CNY¥2    | 14.83公里  | 乌鲁木齐北路延安西路 - 北区汽车站（05:00 - 23:30） 北区汽车站 - 乌鲁木齐北路延安西路（04:55 - 22:45）               |                                                                                                   |      |
| 40路区间   | 巴士五公司 | 宜川二村－乌鲁木齐北路延安西路                  | CNY¥2    |            | |                                                                                                   |      |
| 41路       | 巴士四公司 | 龙华－沪太新村                                  | CNY¥2    | 14.5公里   | 龙华 - 沪太新村（04:15 - 23:10） 沪太新村 - 龙华（04:45 - 23:10）                                                   |                                                                                                   |      |
| 42路       | 巴士四公司 | 龙门路淮海中路－上海体育馆                      | CNY¥2    | 9.3公里    | 龙门路淮海中路 - 上海体育馆（04:50 - 23:37） 上海体育馆 - 龙门路淮海中路（04:45 - 23:35）                           | 原12路                                                                                            |      |
| 43路       | 巴士二公司 | 虹漕南路江安路－南浦大桥                        | CNY¥2    | 14.13公里  | 南浦大桥 - 虹漕南路江安路（04:15 - 23:30） 虹漕南路江安路 - 南浦大桥（04:15 - 23:10）                               |                                                                                                   |      |
| 44路       | 巴士三公司 | 龙华西路龙恒路－光复西路丹巴路                  | CNY¥2    | 15.4公里   | 龙华西路龙恒路 - 光复西路丹巴路（05:00 - 23:10） 光复西路丹巴路 - 龙华西路龙恒路（04:50 - 23:15）                   |                                                                                                   |      |
| 45路       | 巴士四公司 | 南浦大桥－曹家渡                                | CNY¥2    | 11.7公里   | 南浦大桥 - 曹家渡（05:05 - 23:45） 曹家渡 - 南浦大桥（05:05 - 23:10）                                               |                                                                                                   |      |
| 46路       | 巴士五公司 | 人民广场－岭南路保德路                          | CNY¥2    | 16.9公里   | 人民广场 - 岭南路保德路（05:00 - 24:10） 岭南路保德路 - 人民广场（04:30 - 24:05）                                   | 原916路，2019年8月17日46路区间恢复为原46路                                                        |      |
| 47路       | 巴士一公司 | 惠民路保定路－骊山路华阴路                      | CNY¥2    | 10.5公里   | 惠民路保定路 - 骊山路华阴路（04:20 - 23:40） 骊山路华阴路 - 惠民路保定路（04:20 - 23:30）                           |                                                                                                   |      |
| 48路       | 巴士三公司 | 延安西路华山路－西区汽车站（古宜路吴中东路）    | CNY¥2    | 7.37公里   | 延安西路华山路 - 西区汽车站（04:30 - 23:20） 西区汽车站 - 延安西路华山路（04:30 - 23:25）                           | 接驳71路延安路中运量 每15分钟一班车                                                               |      |
| 49路       | 巴士二公司 | 汉口路江西中路－上海体育馆                      | CNY¥2    | 12.02公里  | 汉口路江西中路 - 上海体育馆（04:45 - 23:50） 上海体育馆 - 汉口路江西中路（04:45 - 23:51）                           |                                                                                                   |      |
| 50路       | 巴士二公司 | 东安新村(东安路中山南二路)－业祥路老沪闵路      | CNY¥2    | 16.97公里  | 东安新村 - 业祥路老沪闵路（04:45 - 23:30） 业祥路老沪闵路 - 东安新村（04:30 - 23:00）                               |                                                                                                   |      |
| 50路区间   | 巴士二公司 | 桂江路沪闵路(锦江乐园)－老沪闵路业祥路          | CNY¥2    | 7.1公里    | 桂江路沪闵路 - 朱梅路老沪闵路（06:30 - 19:00） 朱梅路老沪闵路 - 桂江路沪闵路（06:00 - 18:30）                       | 高峰线                                                                                            |      |
| 51路       | 巴士五公司 | 人民广场（武胜路）－宝杨码头                    | CNY¥2    | 20.95公里  | 人民广场（武胜路） - 宝杨码头（05:00 - 23:35） 宝杨码头 - 人民广场（武胜路）（05:00 - 22:00）                       |                                                                                                   |      |
| 52路       | 巴士五公司 | 塘沽路乍浦路－吴淞煤气厂                        | CNY¥2    | 15.75公里  | 塘沽路乍浦路 - 吴淞煤气厂（05:00 - 23:20） 吴淞煤气厂 - 塘沽路乍浦路（04:30 - 23:00）                               |                                                                                                   |      |
| 54路       | 巴士三公司 | 昌化路海防路－广顺路定威路                      | CNY¥2    |            | 昌化路海防路 - 广顺路定威路（05:15 - 23:20） 广顺路定威路 - 昌化路海防路（04:50 - 22:40）                           |                                                                                                   |      |
| 55路       | 巴士一公司 | 南浦大桥－新江湾城（世界路闸殷路）              | CNY¥2    | 17.35公里  | 南浦大桥 - 世界路新江湾城（05:30 - 22:30） 世界路新江湾城 - 南浦大桥（05:30 - 22:30）                               | 原910路                                                                                           |      |
| 55路大站车 | 巴士一公司 | 南浦大桥－新江湾城（世界路）                    | CNY¥2    | 15.3公里   | 南浦大桥 - 世界路新江湾城（07:00 - 08:30，16:30 - 18:30） 世界路新江湾城 - 南浦大桥（06:45 - 08:15，16:00 - 17:30） | 高峰线                                                                                            |      |
| 56路       | 巴士二公司 | 南丹路漕溪北路－凌云路罗秀路                    | CNY¥2    | 11.91公里  | 南丹东路漕溪北路 - 凌云路罗秀路（04:30 - 23:31） 凌云路罗秀路 - 南丹东路漕溪北路（04:20 - 22:50）                   |                                                                                                   |      |
| 56路区间   | 巴士二公司 | 平福路上中路－云锦路龙耀路                      | CNY¥2    | 5.5公里    | 平福路上中路－云锦路龙耀路 (06:30 - 19:00) 云锦路龙耀路 - 平福路上中路 (06:50 - 19:30)                              | 每15分钟一班车                                                                                    |      |
| 57路       | 巴士三公司 | 愚园路胶州路－龙柏新村 (青杉路黄桦路)           | CNY¥2    | 11.54公里  | 愚园路胶州路 - 龙柏新村（04:45 - 23:35） 龙柏新村 - 愚园路胶州路（04:10 - 23:00）                                   |                                                                                                   |      |
| 58路       | 巴士五公司 | 曲阜西路西藏北路－锦秋路（上海大学）            | CNY¥2    | 16.1公里   | 曲阜西路西藏北路 - 锦秋路（04:30 - 23:23） 锦秋路 - 曲阜西路西藏北路（04:25 - 23:10）                               |                                                                                                   |      |
| 59路       | 巴士一公司 | 凉城新村 (凉城路广灵四路)－杨高中路民生路       | CNY¥2    | 20.3公里   | 凉城新村 - 杨高中路民生路（04:50 - 23:00） 杨高中路民生路 - 凉城新村（04:45 - 23:00）                               | 经由军工路隧道过黄浦江                                                                            |      |
| 60路       | 巴士一公司 | 仁德路逸仙路－共青路定海桥                      | CNY¥2    | 10.725公里 | 共青路定海桥 - 仁德路逸仙路（05:30 - 23:00） 仁德路逸仙路 - 共青路定海桥（05:00 - 22:30）                           |                                                                                                   |      |
| 61路       | 巴士一公司 | 吴淞路天潼路－政悦路国伟路                      | CNY¥2    | 14.95公里  | 吴淞路天潼路 - 政悦路国伟路（05:00 - 23:30） 政悦路国伟路 - 吴淞路天潼路（04:30 - 23:15）                           |                                                                                                   |      |
| 62路       | 巴士三公司 | 华东医院－南翔汽车站                            | CNY¥2    | 21.577公里 | 华东医院 - 南翔汽车站（05:30 - 22:50） 南翔汽车站 - 美丽园（05:20 - 22:30）                                         | 原562路                                                                                           |      |
| 63路       | 巴士三公司 | 北海宁路吴淞路－真北路真北支路                  | CNY¥2    | 12.408公里 | 北海宁路吴淞路 - 真北路真北支路（04:30 - 23:50） 真北路真北支路 - 北海宁路吴淞路（04:20 - 23:00）                   |                                                                                                   |      |
| 63路区间   | 巴士三公司 | 北海宁路吴淞路－普陀医院                        | CNY¥2    |            | 北海宁路吴淞路 - 普陀医院（06:42 - 17:12） 普陀医院 - 北海宁路吴淞路（06:00 - 18:00）                               |                                                                                                   |      |
| 64路       | 巴士四公司 | 南浦大桥－中山北路中潭路                        | CNY¥2    | 12.58公里  | 南浦大桥 - 中山北路中潭路（04:30 - 23:45） 中山北路中潭路 - 南浦大桥（04:30 - 23:30）                               |                                                                                                   |      |
| 65路       | 巴士五公司 | 南浦大桥－北区汽车站 (共和新路中山北路)         | CNY¥2    | 10.78公里  | 南浦大桥 - 北区汽车站（05:15 - 23:30） 北区汽车站 - 南浦大桥（05:00 - 22:50）                                       |                                                                                                   |      |
| 66路       | 巴士一公司 | 南浦大桥（沪军营路）－丰镇新村 (新市北路丰镇路) | CNY¥2    | 15.3公里   | 南浦大桥 - 丰镇新村（03:45 - 23:35） 丰镇新村 - 南浦大桥（04:30 - 23:40）                                           |                                                                                                   |      |
| 66路区间   | 巴士一公司 | 南浦大桥（沪军营路）－北宝兴路民晏路            | CNY¥2    | 10.2公里   | 南浦大桥 - 北宝兴路民晏路（06:40 – 17:10） 北宝兴路民晏路 - 南浦大桥（06:00 – 18:00）                               |                                                                                                   |      |
| 67路       | 巴士四公司 | 中山公园地铁站－建德花园                        | CNY¥2    | 9.4公里    | 中山公园地铁站 - 建德花园（05:00 - 23:42） 建德花园 - 中山公园地铁站（05:20 - 23:00）                               |                                                                                                   |      |
| 68路       | 巴士五公司 | 昌化路武定路－丰宝路聚丰园路                    | CNY¥2    | 15.13公里  | 昌化路武定路 - 丰宝路聚丰园路（05:00 - 23:50） 丰宝路聚丰园路 - 昌化路武定路（05:10 - 23:10）                       |                                                                                                   |      |
| 69路       | 巴士三公司 | 永兴路公兴路－虹桥镇 (环镇南路莲花路)           | CNY¥2    | 17.75公里  | 永兴路公兴路 - 虹桥镇（05:20 - 23:00） 虹桥镇 - 永兴路公兴路（05:05 - 23:30）                                       |                                                                                                   |      |
| 70路       | 巴士一公司 | 兰州路杨树浦路－四川北路多伦路                  | CNY¥2    | 9.38公里   | 兰州路杨树浦路 - 四川北路多伦路（04:30 - 23:10） 四川北路多伦路 - 兰州路杨树浦路（05:00 - 23:40）                   |                                                                                                   |      |
| 71路       | 巴士三公司 | 延安东路外滩站－申昆路枢纽站                    | CNY¥2    | 17.5公里   | 延安东路中山东一路 - 申昆路枢纽站（05:30 - 22:30） 申昆路枢纽站 - 延安东路中山东一路（04:30 - 23:30）               | 延安路中运量系统线路，配备乘务员，使用18米无轨电车                                                |      |
| 71路区间   | 巴士三公司 | 黄陂北路－申昆路枢纽站                          | CNY¥2    | 15.5公里   | 延安东路黄陂北路 - 申昆路枢纽站（05:30 - 22:30） 申昆路枢纽站 - 延安东路黄陂北路（04:30 - 23:30）                   | 延安路中运量系统线路，配备乘务员，使用12米无轨电车                                                |      |
| 71路T2线   | 巴士三公司 | 申昆路枢纽站－申达二路润虹路                    | CNY¥2    |            | 申昆路枢纽站 - 申达二路润虹路（06:00 – 22:00） 申达二路润虹路 - 申昆路枢纽站（06:20 – 22:20）                       | 申昆路枢纽至虹桥机场短驳线，接驳71路中运量，原二代835路                                           |      |
| 72路       | 巴士三公司 | 日晖新村－茅台路威宁路                          | CNY¥2    | 12.02公里  | 日晖新村 - 茅台路威宁路（04:20 - 23:32） 茅台路威宁路 - 日晖新村（04:20 - 23:15）                                   |                                                                                                   |      |
| 74路       | 巴士三公司 | 福泉北路临新路－华新镇                          | CNY¥2    | 21.6公里   | 福泉北路临新路 - 华新镇（05:00 - 21:00） 华新镇 - 福泉北路临新路（06:00 - 22:00）                                   |                                                                                                   |      |
| 76路       | 巴士三公司 | 中山北路中潭路－凯旋路宜山路                    | CNY¥2    | 10.25公里  | 中山北路中潭路 - 凯旋路宜山路（04:50 - 23:50） 凯旋路宜山路 - 中山北路中潭路（04:10 - 23:10）                       |                                                                                                   |      |
| 78路       | 巴士五公司 | 山西北路七浦路－武威东路真金路（大华新村）      | CNY¥2    | 11.67公里  | 山西北路七浦路 - 武威东路真金路（04:25 - 23:25） 武威东路真金路 - 山西北路七浦路（04:30 - 22:40）                   |                                                                                                   |      |
| 79路       | 巴士一公司 | 平凉路大连路－永和小区（原平路阳城路）          | CNY¥2    | 12.29公里  | 平凉路大连路 - 永和小区（05:00 - 23:16） 永和小区 - 平凉路大连路（05:00 - 23:30）                                   |                                                                                                   |      |
| 80路       | 巴士一公司 | 安波路营口路－怀德路杨树浦路                    | CNY¥2    | 9.325公里  | 怀德路杨树浦路 - 安波路营口路（05:20 - 22:30） 安波路营口路 - 怀德路杨树浦路（05:30 - 23:45）                       | 原207路                                                                                           |      |
| 81路       | 浦东杨高   | 陆家嘴地铁站－港城路地铁站                      | CNY¥2    | 20公里     | 陆家嘴地铁站 - 港城路地铁站（04:44 - 22:25） 港城路地铁站 - 陆家嘴地铁站（04:40 - 23:50）                           | 开通于1950年                                                                                      |      |
| 82路       | 浦东上南   | 陆家嘴西路滨江大道－耀体路平家桥路              | CNY¥2    | 11.65公里  | 陆家嘴西路滨江大道 - 耀体路平家桥路（05:50 - 23:00） 耀体路平家桥路 - 陆家嘴西路滨江大道（05:20 - 22:45）           | 原82路、818路合并                                                                                 |      |
| 83路       | 浦东上南   | 三林世博家园 - 长清北路枢纽站                   | CNY¥2    | 12公里     | 三林世博家园 - 长清北路枢纽站（06:00 - 20:30） 长清北路枢纽站 - 三林世博家园（06:30 - 21:00）                       |                                                                                                   |      |
| 84路       | 浦东上南   | 永泰路东明路－春眺路枢纽站                      | CNY¥2    | 11.25公里  | 永泰路东明路 - 春眺路枢纽站（06:30 - 21:25） 春眺路枢纽站 - 永泰路东明路（06:30 - 21:00）                           |                                                                                                   |      |
| 85路       | 浦东杨高   | 陆家嘴地铁站－长岛路东陆路                      | CNY¥2    | 13公里     | 陆家嘴地铁站 - 长岛路东陆路（05:30 - 23:20） 长岛路东陆路 - 陆家嘴地铁站（04:50 - 22:34）                           | 開闢於1957年                                                                                      |      |
| 87路       | 巴士二公司 | 龙华－中春路华中路                              | CNY¥2    | 15.65公里  | 龙华 - 中春路华中路（05:30 - 23:00） 中春路华中路 - 龙华（04:37 - 22:32）                                           |                                                                                                   |      |
| 88路       | 巴士三公司 | 愚园路胶州路－新潮路福泉路                      | CNY¥2    |            | 愚园路胶州路 - 新潮路福泉路（05:05 - 23:42） 新潮路福泉路 - 愚园路胶州路（04:50 - 23:10）                           |                                                                                                   |      |
| 89路       | 巴士二公司 | 南浦大桥－合川路宜山路                          | CNY¥2    | 14.96公里  | 南浦大桥 - 合川路宜山路（04:30 - 23:30） 合川路宜山路 - 南浦大桥（04:50 - 22:50）                                   |                                                                                                   |      |
| 90路       | 巴士一公司 | 靖宇南路控江路－淞宝路淞青路                    | CNY¥2    | 17.73公里  | 靖宇南路控江路 - 淞宝路淞青路（05:00 - 23:41） 淞宝路淞青路 - 靖宇南路控江路（05:00 - 23:10）                       |                                                                                                   |      |
| 91路       | 巴士三公司 | 北翟路剑河路－外环路莘沥路                      | CNY¥2    | 19.6公里   | 北翟路剑河路 - 外环路莘沥路（05:00 - 22:00） 外环路莘沥路 - 北翟路剑河路（05:30 – 22:30）                           |                                                                                                   |      |
| 92路       | 巴士二公司 | 上海体育场－九亭                                | CNY¥2    | 17.31公里  | 上海体育场 - 九亭（05:00 - 23:15） 九亭 - 上海体育场（05:30 - 22:00）                                               |                                                                                                   |      |
| 93路       | 巴士三公司 | 桂平路江安路－武宁南路武定路                    | CNY¥2    | 14.49公里  | 桂平路江安路 - 武宁南路武定路（05:00 - 23:00） 武宁南路武定路 - 桂平路江安路（05:00 - 23:40）                       |                                                                                                   |      |
| 94路       | 巴士四公司 | 襄阳北路长乐路－建德花园                        | CNY¥2    | 13.08公里  | 襄阳北路长乐路 - 建德花园（05:00 - 23:30） 建德花园 - 襄阳北路长乐路（05:30 - 23:00）                               |                                                                                                   |      |
| 95路       | 巴士五公司 | 卢浦大桥－共和新路呼兰路                        | CNY¥2    | 14.938公里 | 卢浦大桥 - 共和新路呼兰路（05:00 - 23:00） 共和新路呼兰路 - 卢浦大桥（04:15 - 22:30）                               | 有人售票；原95路区间；2019年8月17日起讫站由上海火车站 - 呼兰路通河路调整为卢浦大桥—共和新路呼兰路 |      |
| 96路       | 巴士四公司 | 中山南一路西藏南路－中山公园地铁站              | CNY¥2    | 10.57公里  | 中山南一路西藏南路 - 中山公园地铁站（05:20 - 23:35） 中山公园地铁站 - 中山南一路西藏南路（05:15 - 23:45）           |                                                                                                   |      |
| 97路       | 巴士一公司 | 四川北路多伦路－逸仙路仁德路                    | CNY¥2    | 6.2公里    | 四川北路多伦路 - 逸仙路仁德路（05:00 - 23:40） 逸仙路仁德路 - 四川北路多伦路（04:40 - 23:40）                       |                                                                                                   |      |
| 98路       | 巴士五公司 | 大统路中山北路－共和新路呼兰路                  | CNY¥2    | 14.95公里  | 大统路中山北路 - 共和新路呼兰路（05:20 - 23:25） 共和新路呼兰路 - 大统路中山北路（05:30 - 22:40）                   |                                                                                                   |      |
| 99路       | 巴士一公司 | 三门路新江湾城－通南路新二路                    | CNY¥2    | 9.23公里   | 三门路新江湾城 - 通南路新二路（05:20 - 22:30） 通南路新二路 - 新江湾城（05:30 - 22:30）                             |                                                                                                   |      |

## 0字头线路列表
下列线路的编号均为以“0”开头的两位数公交线路。其中，01线由过去的“春运临时专线1路”转型保留而来，以其简称“临1线”的谐音改名“01线”。02线为隧道过江临时线路，2008年曾短暂更名观光巴士1路，2010年3月13日撤销。
03线至06线均开通于1999年8月1日，为社区交通改善临时线路；目前03线更改编号为152路，05线更改编号为151路，06线更改编号为766路，07线更改编号为157路。
| 线路编号 | 经营者     | 起讫站                          | 全程收费 | 运营里程  | 运营时间                                                                          | 备注                                                                                           | 照片 |
| -------- | ---------- | ------------------------------- | -------- | --------- | --------------------------------------------------------------------------------- | ---------------------------------------------------------------------------------------------- | ---- |
| 01线     | 巴士三公司 | 蓝村路南泉路－上海西站          | CNY¥2    | 20.14公里 | 蓝村路南泉路 - 上海西站（05:30 - 23:00） 上海西站 - 蓝村路南泉路（05:30 - 22:30） | 浦东方向经由延安东路隧道过黄浦江，浦西方向经由人民路隧道过黄浦江。 原名简称临1线，后谐音而来。 |      |
| 04线     | 巴士五公司 | 汶水路共和新路 → 汶水路共和新路 | CNY¥2    | 12.3公里  | 汶水路共和新路 - 汶水路共和新路（05:30 - 23:32）                                  | 1999年8月1日开通；单环线                                                                       |      |
| 04线区间 | 巴士五公司 | 汶水路共和新路 → 汶水路共和新路 | CNY¥2    |           |                                                                                   | 1999年8月1日开通；单环线                                                                       |      |

## 1字头三位数公交线路列表
| 线路编号        | 经营者     | 起讫站                                                   | 全程收费 | 运营里程   | 运营时间 | 备注                                                                                                | 照片 |
| --------------- | ---------- | -------------------------------------------------------- | -------- | ---------- | --- | --------------------------------------------------------------------------------------------------- | ---- |
| 100路           | 巴士一公司 | 吉浦路仁德路－吴淞路乍浦路                               | CNY¥2    | 11.2公里   | 吉浦路仁德路 - 乍浦路塘沽路（05:30 - 22:30） 乍浦路塘沽路 - 吉浦路仁德路（05:30 - 23:00）                                               | |      |
| 102路           | 巴士一公司 | 嫩江码头－安波路营口路                                   | CNY¥2    | 3.45公里   | 嫩江码头 - 安波路营口路（05:40 - 21:40） 安波路营口路 - 嫩江码头（05:30 - 21:30）                                                       | 每40分钟一班车                                                                                      |      |
| 103路           | 巴士一公司 | 天通庵路同心路－黎平路杨树浦路                           | CNY¥2    | 14.75公里  | 黎平路杨树浦路 - 天通庵路同心路（05:20 - 22:30） 天通庵路同心路 - 黎平路杨树浦路（05:30 - 22:40）                                       | |      |
| 104路           | 巴士四公司 | 龙华－上海火车站（南广场）                               | CNY¥2    | 11.03公里  | 龙华 - 上海火车站（04:20 - 23:00） 上海火车站 - 龙华（05:00 - 23:35）                                                                   | 有人售票                                                                                            |      |
| 105路           | 巴士三公司 | 中山北路中潭路－定边路桃浦路                             | CNY¥2    | 12.93公里  | 中山北路中潭路 - 定边路桃浦路（05:30 - 23:05） 定边路桃浦路 - 中山北路中潭路（04:50 - 22:30）                                           | |      |
| 106路           | 巴士三公司 | 上海火车站（梅园路）－清涧新村                           | CNY¥2    | 10.785公里 | 上海火车站 - 清涧新村（04:50 - 23:40） 清涧新村 - 上海火车站（05:00 - 22:50）                                                           | |      |
| 107路           | 巴士五公司 | 凉城新村－真金路富平路                                   | CNY¥2    | 10.98公里  | 凉城新村 - 真金路富平路（05:30 - 22:30） 真金路富平路 - 凉城新村（05:30 - 22:30）                                                       | |      |
| 108路           | 巴士五公司 | 金陵中路黄陂南路－高境路恒高路                           | CNY¥2    | 13.85公里  | 金陵中路黄陂南路 - 高境路恒高路(05:30 - 23:00) 高境路恒高路 - 金陵中路黄陂南路(05:30 - 23:00)                                           | 原518路（ZX108路）                                                                                  |      |
| 108路区间       | 巴士五公司 | 金陵中路黄陂南路－株洲路广中路                           | CNY¥2    | 9.15公里   | 金陵中路黄陂南路 - 株洲路广中路(05:30 - 23:00) 株洲路广中路 - 金陵中路黄陂南路(06:00 - 21:00)                                           | 原108路 每30分钟一班车                                                                              |      |
| 109路           | 巴士二公司 | 南浦大桥－上海火车站（南广场）                           | CNY¥2    | 9.6公里    | 南浦大桥 - 上海火车站（04:25 - 23:30） 上海火车站 - 南浦大桥（04:45 - 23:30）                                                           | 每15-30分一班车。有人售票                                                                           |      |
| 110路           | 巴士五公司 | 一二八纪念路阳曲路－祁连新村                             | CNY¥2    | 11.73公里  | 一二八纪念路阳曲路 - 祁连新村（05:00 - 23:00） 祁连新村 - 一二八纪念路阳曲路（05:10 - 23:00）                                           | 開闢於1987年                                                                                        |      |
| 111路           | 巴士二公司 | 南浦大桥－长桥新村                                       | CNY¥2    | 9.1公里    | 南浦大桥 - 长桥新村（05:00 - 23:40） 长桥新村 - 南浦大桥（04:50 - 23:00）                                                               | |      |
| 112路           | 巴士三公司 | 人民广场（武胜路）－富水路万里小区                       | CNY¥2    | 11.4公里   | 人民广场 - 富水路万里小区（05:30 - 23:32） 富水路万里小区 - 人民广场（05:20 - 22:35）                                                   | |      |
| 112路区间       | 巴士三公司 | 人民广场（武胜路）－大华新村                             | CNY¥2    | 11.13公里  | 人民广场 - 大华新村（05:30 - 23:15） 大华新村 - 人民广场（05:30 - 22:30）                                                               | |      |
| 113路           | 巴士三公司 | 静安新城(龙茗路宜山路)－上海火车站（共和路）             | CNY¥2    | 18.7公里   | 静安新城 - 上海火车站（05:00 - 22:30） 上海火车站 - 静安新城（05:00 - 22:40）                                                           | 原506路                                                                                             |      |
| 115路           | 巴士一公司 | 延吉东路靖宇东路－平江小區                               | CNY¥2    | 13公里     | 延吉东路靖宇东路 - 平江小區（04:30 - 23:30） 平江小區 - 延吉东路靖宇东路（05:00 - 23:45）                                               | 原515路，2020年8月22日起終點站從上海火車站（北廣場）延伸至平江小區，原終點站位於平江小區的140路取消 |      |
| 116路           | 巴士五公司 | 曲阳新村(玉田支路玉田路)－宝杨码头                       | CNY¥2    | 19.162公里 | 曲阳新村 - 宝杨码头 (05:30 - 23:00) 宝杨码头 - 曲阳新村 (05:40 - 22:30)                                                                 | 原116路高架大站车；走逸仙路高架                                                                     |      |
| 117路           | 巴士三公司 | 上海火车站（北广场）－桃浦五村                           | CNY¥2    | 12.445公里 | 上海火车站- 桃浦五村（04:50 - 23:30） 桃浦五村 - 上海火车站（04:40 - 23:00）                                                            | 開闢於1987年，有人售票                                                                              |      |
| 118路           | 巴士五公司 | 安图路松花江路－一二八纪念路阳泉路                       | CNY¥2    | 13.9公里   | 安图路松花江路 - 一二八纪念路阳曲路（05:00 - 23:30） 一二八纪念路阳曲路 - 安图路松花江路（05:00 - 23:30）                               | |      |
| 119路           | 浦东杨高   | 齐河路云莲路－商城路南泉北路                             | CNY¥2    |            | 商城路南泉北路 - 齐河路云莲路（05:30 - 23:00） 齐河路云莲路 - 商城路南泉北路（05:30 - 23:00）                                           | 開闢於1988年                                                                                        |      |
| 120路           | 巴士三公司 | 上海体育馆－东兰路龙茗路                                 | CNY¥2    | 11.1公里   | 东兰路龙茗路 - 上海体育馆（04:50 - 22:35） 上海体育馆 - 东兰路龙茗路（05:15 - 23:00）                                                   | |      |
| 121路           | 巴士三公司 | 金耀路鹤霞路（江桥）－甘溪路协和路                       | CNY¥2    | 12.1公里   | 甘溪路协和路 - 金耀路鹤霞路（05:00 - 22:30） 金耀路鹤霞路 - 甘溪路协和路（05:30 - 23:00）                                               | |      |
| 122路           | 巴士二公司 | 上海体育馆－平阳路虹莘路                                 | CNY¥2    | 12.65公里  | 上海体育馆 - 平阳路虹莘路（05:30 - 23:31） 平阳路虹莘路 - 上海体育馆（05:30 - 22:30）                                                   | |      |
| 123路           | 巴士一公司 | 人民广场－巴林路伊敏河路                                 | CNY¥2    | 10.1公里   | 人民广场 - 巴林路伊敏河路（05:00 - 23:30） 巴林路伊敏河路 - 人民广场（04:30 - 23:10）                                                   | 原200路高峰线                                                                                       |      |
| 124路           | 巴士一公司 | 黎平路杨树浦路－开鲁路世界路                             | CNY¥2    | 8.75公里   | 黎平路杨树浦路 - 世界路闸殷路（05:30 - 23:00） 世界路闸殷路 - 黎平路杨树浦路（05:00 - 22:30）                                           | |      |
| 125路           | 松江公交   | 外环路地铁站－新桥火车站                                 | CNY¥2    | 13.7公里   | 外环路地铁站 - 新桥火车站（06:00 - 22:20） 新桥火车站 - 外环路地铁站（05:50 - 21:10）                                                   | 原松莘线C线                                                                                         |      |
| 125路B线        | 松江公交   | 秀文路园文路－新桥火车站                                 | CNY¥2    |            | 秀文路园文路 - 新桥火车站（07:00 - 21:00） 新桥火车站 - 秀文路园文路（06:00 - 20:00）                                                   | |      |
| 129路           | 巴士三公司 | 华阴路骊山路－定边路桃浦路                               | CNY¥2    | 13.5公里   | 华阴路骊山路- 定边路桃浦路（06:30 - 23:-0） 定边路桃浦路 - 华阴路骊山路（05:00 - 22:30）                                                | |      |
| 130路           | 浦东金高   | 杨家渡渡口－博兴路柳埠路                                 | CNY¥2    | 12公里     | 博兴路柳埠路 - 杨家渡渡口（05:00 - 21:55） 杨家渡渡口 - 博兴路柳埠路（05:50 - 22:40）                                                   | |      |
| 131路           | 巴士二公司 | 宜山路虹梅路－园南新村                                   | CNY¥2    | 11.53公里  | 宜山路虹梅路 - 园南新村（06:00 - 23:18） 园南新村 - 宜山路虹梅路（05:25 - 22:30）                                                       | |      |
| 132路           | 巴士五公司 | 鸿兴路永兴路－通南路新二路                               | CNY¥2    | 14.02公里  | 鸿兴路永兴路 - 通南路新二路（05:30 - 23:00） 通南路新二路 - 鸿兴路永兴路（05:30 - 22:30）                                               | |      |
| 133路           | 巴士五公司 | 国顺东路沙岗路－凉城路丰镇路                             | CNY¥2    | 10.305公里 | 国顺东路沙岗路 - 凉城路丰镇路（05:30 - 22:30） 凉城路丰镇路 - 国顺东路沙岗路（05:30 - 22:30）                                           | |      |
| 134路           | 巴士一公司 | 彭浦新村（保德路阳泉路）－大连路杨树浦路                 | CNY¥2    | 14.825公里 | 大连路杨树浦路 - 彭浦新村（05:30 - 23:20） 彭浦新村 - 大连路杨树浦路（05:30 - 23:00）                                                   | |      |
| 135路           | 巴士一公司 | 杨树浦路黎平路－老西门                                   | CNY¥2    | 18公里     | 杨树浦路黎平路- 老西门（05:15 - 22:30） 老西门 - 杨树浦路黎平路（05:15 - 23:20）                                                        | 原135路（南段）                                                                                     |      |
| 136路           | 巴士三公司 | 新闸路温州路－大渡河路桃浦路                             | CNY¥2    | 12.14公里  | 新闸路温州路 - 大渡河路桃浦路（05:30 - 23:18） 大渡河路桃浦路 - 新闸路温州路（04:45 - 22:30）                                           | |      |
| 137路           | 巴士一公司 | 天章路秦皇岛路－市光新村（包头路）                       | CNY¥2    | 11.7公里   | 天章路秦皇岛路 - 市光新村（05:30 - 23:00） 市光新村 - 天章路秦皇岛路（05:25 - 22:30）                                                   | |      |
| 138路           | 巴士四公司 | 上海体育馆－长寿新村(常德路澳门路)                       | CNY¥2    | 10.65公里  | 上海体育馆 - 长寿新村（05:30 - 22:30） 长寿新村 - 上海体育馆（05:30 - 23:00）                                                           | |      |
| 139路           | 巴士一公司 | 嫩江路白城路－虹口足球场（花园路）                       | CNY¥2    | 10.4公里   | 嫩江路白城路 - 虹口足球场（花园路）（06:00 - 08:30，16:00 - 18:30） 虹口足球场（花园路） - 嫩江路白城路（06:00 - 08:30，16:00 - 18:30） | 1993年9路无轨电车改汽，更名139路；高峰线                                                            |      |
| 141路           | 巴士三公司 | 凯旋路虹桥路－宁虹路申滨路                               | CNY¥2    | 14.4公里   | 凯旋路虹桥路 - 宁虹路申滨路（05:00 - 23:46） 宁虹路申滨路 - 凯旋路虹桥路（05:20 - 22:30）                                               | |      |
| 142路           | 巴士一公司 | 军工路松花江路－凉城路广灵四路（凉城新村）               | CNY¥2    | 13公里     | 军工路松花江路 - 凉城路广灵四路（05:30 - 23:00） 凉城路广灵四路 - 军工路松花江路（05:30 - 22:30）                                       | |      |
| 143路           | 巴士二公司 | 莘庄地铁站（南广场）－荷巷桥                             | CNY¥2    | 22.25公里  | 莘庄地铁站 - 荷巷桥（06:15 - 21:30） 荷巷桥 - 莘庄地铁站（05:30 - 20:30）                                                               | 原莘荷线                                                                                            |      |
| 145路           | 巴士一公司 | 敦化路松花江路－人民广场                                 | CNY¥2    | 13.1公里   | 敦化路松花江路 - 人民广场（05:30 - 08:30，15:20 - 18:30） 人民广场 - 敦化路松花江路（06:20 - 09:20，16:20 - 19:30）                     | 原212路；高峰线                                                                                     |      |
| 146路           | 巴士四公司 | 卢浦大桥－卢浦大桥（环线）                               | CNY¥2    | 9.1公里    | 卢浦大桥 - 卢浦大桥 (05:30 - 22:30) | 环线，分内外圈                                                                                      |      |
| 147路           | 巴士一公司 | 临江码头－临江码头（单环线）                             | CNY¥2    | 26公里     | 临江码头 - 临江码头 (05:30 - 22:30) | 环线，途经四平路大连西路；原227路、147路北段                                                        |      |
| 149路           | 巴士三公司 | 凯旋路虹桥路－平吉新村                                   | CNY¥2    | 10.3公里   | 凯旋路虹桥路 - 平吉新村（05:30 - 22:30） 平吉新村 - 凯旋路虹桥路（05:30 - 22:30）                                                       | |      |
| 150路           | 巴士二公司 | 莲花路古龙路－莘松新村                                   | CNY¥2    | 12.35公里  | 莲花路古龙路 - 莘松新村（05:30 - 21:20） 莘松新村 - 莲花路古龙路（06:00 - 22:00）                                                       | |      |
| 151路           | 巴士五公司 | 沪太路公交枢纽－长江南路逸仙路                           | CNY¥2    | 13.45公里  | 沪太路公交枢纽 - 长江南路逸仙路（05:30 - 22:30） 长江南路逸仙路 - 沪太路公交枢纽（05:30 - 23:33）                                       | 原05路                                                                                              |      |
| 152路           | 巴士二公司 | 老沪闵路业祥路－莲花路地铁站（南广场）                   | CNY¥2    | 6.0公里    | 老沪闵路业祥路 - 莲花路地铁站（南广场）（05:14 - 22:30） 莲花路地铁站（南广场） - 老沪闵路业祥路（06:00 - 23:45）                       | 原03路                                                                                              |      |
| 153路           | 松江公交   | 漕河泾开发区松江园区－莘庄地铁北广场                     | CNY¥2    | 14公里     | 漕河泾开发区松江园区 - 莘庄地铁北广场（06:00 - 21:00） 莘庄地铁北广场 - 漕河泾开发区松江园区（06:25 - 21:25）                           | |      |
| 155路           | 巴士一公司 | 昆明路海门路－栖山路巨野路                               | CNY¥2    | 12.25公里  | 昆明路海门路 - 栖山路巨野路（05:30 - 22:30） 栖山路巨野路 - 昆明路海门路（05:30 - 22:40）                                               | 原235、746区间更名调整；经由杨浦大桥过黄浦江                                                        |      |
| 156路           | 露虹汽服   | 都庄路沪光路 (君莲新城)－石龙路地铁站                    | CNY¥2    |            | 都庄路沪光路 - 石龙路地铁站（05:50 - 22:20） 石龙路地铁站 - 都庄路沪光路（06:00 - 22:00）                                               | |      |
| 157路           | 巴士二公司 | 永联村－上海体育馆                                       | CNY¥2    | 12.1公里   | 永联村 - 上海体育馆（05:30 - 22:00） 上海体育馆 - 永联村（05:30 - 23:51）                                                               | 原07路                                                                                              |      |
| 158路           | 巴士三公司 | 蓝宝石路古北路－金耀路鹤霞路 (江桥)                      | CNY¥2    | 15.35公里  | 蓝宝石路古北路 - 金耀路鹤霞路（06:00 - 22:00） 金耀路鹤霞路 - 蓝宝石路古北路（05:35 - 23:00）                                           | 原沪江线                                                                                            |      |
| 159路           | 巴士五公司 | 武威东路真金路 (大华新村)－宝山（临江四村）              | CNY¥2    | 26.06公里  | 武威东路真金路- 宝山（05:45 - 23:00） 宝山- 武威东路真金路（05:00 - 21:30）                                                             | 原彭宝专线、华宝专线                                                                                |      |
| 160路           | 巴士五公司 | 凉城路丰镇路－宝杨码头                                   | CNY¥2    | 20.95公里  | 凉城路丰镇路 - 宝杨码头（06:00 - 22:00） 宝杨码头 - 凉城路丰镇路（06:00 - 21:00）                                                       | 原541路                                                                                             |      |
| 161路           | 浦东上南   | 板泉路新浦路－中科路地铁站                               | CNY¥2    |            | 板泉路新浦路 - 中科路地铁站（06:30 - 20:20） 中科路地铁站 - 板泉路新浦路（07:10 - 21:00）                                               | |      |
| 162路           | 巴士二公司 | 莲花路古龙路－澄江路虹梅南路                             | CNY¥2    |            | 澄江路虹梅南路 - 莲花路古龙路（05:55 - 20:55） 莲花路古龙路 - 澄江路虹梅南路（06:00 - 21:00）                                           | 2019年9月28日，终点站由双柏路虹梅南路延伸至澄江路虹梅南路                                           |      |
| 163路           | 浦东上南   | 长清路凌兆路－江月路地铁站                               | CNY¥2    | 13.4公里   | 长清路凌兆路 - 江月路地铁站（06:00 - 22:00） 江月路地铁站 - 长清路凌兆路（05:30 - 23:46）                                               | 原浦江镇定班线                                                                                      |      |
| 165路           | 巴士五公司 | 康宁路枢纽站（康宁路南蕰藻路）－真光新村（高陵路铜川路） | CNY¥2    | 19.25公里  | 康宁路枢纽站 - 真光新村（05:30 - 23:42） 真光新村 - 康宁路枢纽站（05:50 - 22:30）                                                       | 原852路                                                                                             |      |
| 166路           | 巴士二公司 | 双峰路华容路－莘松新村                                   | CNY¥2    | 17公里     | 双峰路华容路 - 莘松新村（06:00 - 22:30） 莘松新村 - 双峰路华容路（05:40 - 22:00）                                                       | 原沪莘线                                                                                            |      |
| 167路           | 浦东上南   | 龙耀路云锦路－伊敏河路巴林路                             | CNY¥2    | 19公里     | 龙耀路云锦路 - 伊敏河路巴林路（05:30 - 22:30） 伊敏河路巴林路 - 龙耀路云锦路（05:30 - 22:30）                                           | 原旅游观光10号线。截止目前浦东公交唯一一条全程运行于浦西的线路                                      |      |
| 168路           | 巴士一公司 | 复旦大学（邯郸路国顺路）－国江路淞行路                   | CNY¥2    | 8.7公里    | 复旦大学 - 国江路淞行路（05:30 - 23:55） 国江路淞行路 - 复旦大学（05:00 - 23:30）                                                       | |      |
| 169路（已停运） | 浦东金高   | 锦安东路－安图路靖宇东路                                 | CNY¥2    | 18公里     | 锦安东路 - 安图路靖宇东路（06:00 - 20:00） 安图路靖宇东路 - 锦安东路（06:30 - 21:00）                                                   | 原589路；经由杨浦大桥过黄浦江；每20-30分钟一班车；现浦东106路                                       |      |
| 171路           | 巴士二公司 | 中山医院－万源路顾戴路（儿科医院）                       | CNY¥2    | 11.2公里   | 中山医院 - 万源路顾戴路（05:30 - 22:30） 万源路顾戴路 - 中山医院（05:30 - 22:30）                                                       | 原205路B线                                                                                          |      |
| 172路           | 巴士五公司 | 彭浦新村（保德路阳泉路）－江杨北路绥化路（江杨北路站）   | CNY¥2    | 19.9公里   | 彭浦新村 - 江杨北路绥化路（05:30 - 23:00） 江杨北路绥化路 - 彭浦新村（05:40 – 23:50）                                                   | 原彭江线                                                                                            |      |
| 173路           | 巴士三公司 | 莘建东路宝城路－金耀路鹤霞路（江桥）                     | CNY¥2    | 24.9公里   | 莘庄地铁站北广场 - 金耀路鹤霞路（06:00 - 22:00） 金耀路鹤霞路 - 莘庄地铁站北广场（05:20 - 22:00）                                       | 原莘江线                                                                                            |      |
| 174路           | 浦东上南   | 济阳路泳耀路－召楼路闵瑞路                               | CNY¥2    | 17.15公里  | 济阳路泳耀路 - 召楼路闵瑞路（05:55 - 21:55） 召楼路闵瑞路 - 济阳路泳耀路（06:00 - 22:00）                                               | 原周鲁线B线                                                                                         |      |
| 175路           | 浦东杨高   | 康达路关岳路－杜行渡口                                   | CNY¥2    | 20.14公里  | 康达路关岳路 - 杜行渡口（04:45 - 22:00） 杜行渡口 - 康达路关岳路（05:40 - 22:00）                                                       | 原周杜线                                                                                            |      |
| 176路           | 巴士三公司 | 虹桥机场1号航站楼－天山西路福泉路                        | CNY¥2    | 5.5公里    | 虹桥机场1号航站楼 - 天山西路福泉路（07:00 - 09:30，17:00 - 19:30） 天山西路福泉路 - 虹桥机场1号航站楼（06:30 - 09:00，17:30 - 20:00）   | 高峰线                                                                                              |      |
| 177路           | 浦东上南   | 南码头渡口（南码头路世博大道）－江龙路浦申路             | CNY¥2    | 21公里     | 南码头渡口 - 江龙路浦申路（05:30 - 22:00） 江龙路浦申路 - 南码头渡口（06:00 - 22:00）                                                   | 原周陈线                                                                                            |      |
| 178路           | 巴士二公司 | 龙华（龙水北路龙华西路）－剑川路通海路                   | CNY¥2    | 16公里     | 龙华 - 剑川路通海路（04:20 - 22:50） 剑川路通海路 - 龙华（05:00 - 23:30）                                                               | 原龙吴线                                                                                            |      |
| 178路大站车     | 巴士二公司 | 辛耕路天钥桥路（徐家汇）－剑川路通海路                   | CNY¥2    | 18.415公里 | 辛耕路天钥桥路 - 剑川路通海路（07:00 - 20:30） 剑川路通海路 - 辛耕路天钥桥路（06:00 - 19:00）                                           | 原龙吴线大站车                                                                                      |      |
| 180路           | 巴士二公司 | 龙州路上中西路－沧源小区                                 | CNY¥2    |            | 龙州路上中西路 - 沧源小区（05:30 - 23:58） 沧源小区 - 龙州路上中西路（05:15 - 22:30）                                                   | 高峰30分钟一班车，低谷60分钟一班车；原沧石线、上沧线                                                |      |
| 181路           | 浦东金高   | 东方路潍坊路－港城路地铁站                               | CNY¥2    |            | 东方路潍坊路 - 港城路地铁站（05:10 - 21:05） 港城路地铁站 - 东方路潍坊路（05:30 - 20:00）                                               | 原泰高线                                                                                            |      |
| 182路           | 浦东金高   | 川沙客运站－金杨路金口路                                 | CNY¥2    | 22公里     | 川沙客运站 - 金杨路金口路（05:00 - 19:55） 金杨路金口路 - 川沙客运站（05:20 - 21:15）                                                   | 原川歇线、川金线                                                                                    |      |
| 183路           | 浦东南汇   | 航吉路航头路－上海航天博物馆地铁站 (浦星公路沈杜公路)    | CNY¥2    | 17公里     | 航吉路航头路 - 航天博物馆地铁站（05:20 - 19:30） 航天博物馆地铁站 - 航吉路航头路（06:00 - 20:15）                                       | |      |
| 184路           | 巴士四公司 | 南码头路昌里东路－杨高中路地铁站                         | CNY¥2    | 14.5公里   | 南码头路昌里东路 - 杨高中路地铁站（07:05 - 21:05） 杨高中路地铁站 - 南码头路昌里东路（06:30 - 20:30）                                   | |      |
| 185路           | 巴士五公司 | 恒丰路光复路 - 园康路市台路站                            | CNY¥2    |            | 恒丰路光复路 - 园康路市台路站（05:30 - 23:00） 园康路市台路 - 恒丰路光复路（05:15 - 23:00）                                             | 原767路B线，2019年11月16日调整终点站至园康路市台路                                                  |      |
| 186路           | 松江公交   | 西区汽车站－佘山地铁站                                   | CNY¥2    | 29.5公里   | 西区汽车站 - 佘山地铁站（06:00 - 21:00） 佘山地铁站 - 西区汽车站（06:00 - 19:20）                                                       | 每20－25分钟一班车                                                                                  |      |
| 187路           | 巴士五公司 | 政立路恒仁路－乾溪新村 (环镇北路)                        | CNY¥2    | 13公里     | 政立路恒仁路 - 乾溪新村（05:30 - 22:30） 乾溪新村 - 政立路恒仁路（05:30 - 23:00）                                                       | |      |
| 188路           | 浦东南汇   | 张江地铁站－金闻路S32                                    | CNY¥2    | 35公里     | 金闻路S32 - 张江地铁站（05:20 - 21:30） 张江地铁站 - 金闻路S32（06:30 - 23:55）                                                         | 原张川线                                                                                            |      |
| 189路           | 巴士二公司 | 莘庄地铁站北广场－纪王                                   | CNY¥2    | 21.56公里  | 莘庄地铁站北广场 - 纪王（06:15 - 23:50） 纪王 - 莘庄地铁站北广场（05:45 - 23:00）                                                       | 原莘纪线                                                                                            |      |
| 189路区间       | 巴士二公司 | 虹桥西交通中心 (虹桥火车站)－纪王                        | CNY¥2    | 12.36公里  | 虹桥西交通中心 - 纪王（06:40 - 22:00） 纪王 - 虹桥西交通中心（06:00 - 21:15）                                                           | |      |
| 190路           | 巴士三公司 | 中山公园地铁站－金辉路保乐路                             | CNY¥2    | 16.48公里  | 中山公园地铁站 - 金辉路保乐路（05:30 - 23:00） 金辉路保乐路 - 中山公园地铁站（05:30 - 22:30）                                           | 原74路B线                                                                                           |      |
| 191路           | 太阳岛客运 | 嘉松中路公交枢纽－泽悦路德悦路                           | CNY¥2    | 12.2公里   | 嘉松中路盈港东路 - 泽悦路德悦路（06:00 - 21:05） 泽悦路德悦路 - 嘉松中路盈港东路（06:00 - 21:00）                                       | |      |
| 191路区间       | 太阳岛客运 | 洞照路塘砖路－洞照路塘砖路                               | CNY¥2    |            | 洞照路塘砖路 - 洞照路塘砖路（06:00 - 22:10） 洞照路塘砖路 - 洞照路塘砖路（06:05 - 20:50）                                               | |      |
| 191路B线        | 太阳岛客运 | 泗祥路刘五公路－佘北大居公交枢纽站                       | CNY¥2    | 12.2公里   | 佘北大居公交枢纽站 - 泗祥路刘五公路（06:00 - 21:00） 泗祥路刘五公路 - 佘北大居公交枢纽站（06:00 - 21:00）                               | |      |
| 192路           | 巴士二公司 | 嘉川路凌云路－嘉川路凌云路（单环线）                     | CNY¥2    | 5.6公里    | 嘉川路凌云路 - 嘉川路凌云路（06:30 - 08:30，16:00 - 18:00）                                                                             | 高峰线；途经石龙路龙川北路（上海南站）                                                              |      |
| 193路           | 巴士三公司 | 柳明路柳华路－金迈路众仁路                               | CNY¥2    | 6.55公里   | 柳明路柳华路 - 金迈路众仁路 (06:30 - 18:30) 金迈路众仁路 - 柳明路柳华路 (06:00 - 19:00)                                                 | 原桃浦1路、1215路；每30分钟一班车                                                                   |      |
| 194路           | 青浦巴士   | 松江大学城－赵巷站                                       | CNY¥2    |            | 松江大学城 - 赵巷站 (06:00 - 19:00) 赵巷站 - 松江大学城 (06:00 - 19:00)                                                                 | 原松重线                                                                                            |      |
| 195路           | 巴士一公司 | 军工路翔殷路－军工路翔殷路（单环线）                     | CNY¥2    | 5.55公里   | 军工路翔殷路 - 军工路翔殷路（07:00 - 09:00，16:00 - 18:00）                                                                             | 高峰线                                                                                              |      |
| 196路           | 金球出租   | 鹤旋路星华公路－南辅路西环路                             | CNY¥2    | 19.5公里   | 南辅路西环路 - 鹤旋路星华公路（05:40 - 21:00） 鹤旋路星华公路 - 南辅路西环路（06:00 - 22:00）                                           | 原莘北专线，2012年改為現名                                                                          |      |
| 197路           | 巴士三公司 | 华新镇 (华强街新凤北路)－徐泾东地铁站（徐民东路）        | CNY¥2    | 21.4公里   | 华新镇 - 徐泾东站地铁站（06:00 - 22:00） 徐泾东站地铁站 - 华新镇（06:00 - 22:00）                                                       | 原古华线（北段）；每20－40分钟一班车                                                                |      |
| 198路           | 巴士二公司 | 上海体育馆－七宝农贸市场 (上海九星红木家居广场)          | CNY¥2    |            | 上海体育馆 - 七宝农贸市场（06:00 - 21:30） 七宝农贸市场 - 上海体育馆（06:00 - 21:00）                                                   | 原沪松专线                                                                                          |      |
| 199路           | 巴士二公司 | 交大农学院－佘山汽车站                                   | CNY¥2    |            | 交大农学院－佘山汽车站（06:00－20:00） 佘山汽车站－交大农学院（04:45－18:00）                                                           | 原上佘定班线                                                                                        |      |

## 2字头三位数公交线路列表
2字头线路为高峰线，仅在高峰时段开行。因部分线路客流较大以及其它因素，有部分高峰线路已改为全天运营。

日常运营线路
| 线路编号      | 经营者     | 起讫站                                               | 全程收费 | 运营里程   | 运营时间 | 备注                                             | 照片 |
| ------------- | ---------- | ---------------------------------------------------- | -------- | ---------- | --- | ------------------------------------------------ | ---- |
| 205路         | 巴士二公司 | 卢浦大桥－静安新城                                   | CNY¥2    | 16.39公里  | 卢浦大桥 - 静安新城（05:30 - 23:00） 静安新城 - 卢浦大桥（05:25 - 22:30）                                   |                                                  |      |
| 206路         | 巴士五公司 | 西康路南京西路－临汾路阳泉路（彭浦新村）             | CNY¥2    | 15.3公里   | 西康路南京西路 - 彭浦新村（05:00 - 22:30） 彭浦新村 - 西康路南京西路（05:00 - 22:30）                       |                                                  |      |
| 210路         | 巴士五公司 | 新闸路温州路 (新闸路地铁站)－永和新村 (高平路交城路) | CNY¥2    | 9.5公里    | 新闸路温州路 - 永和新村（05:30 - 23:18） 永和新村 - 新闸路温州路（04:55 - 22:30）                           |                                                  |      |
| 218路         | 巴士二公司 | 陆家浜路大兴街－银都路老沪闵路                       | CNY¥2    | 18.485公里 | 陆家浜路大兴街- 银都路老沪闵路（06:00 - 23:20） 银都路老沪闵路 - 陆家浜路大兴街（05:00 - 22:00）            |                                                  |      |
| 220路         | 巴士一公司 | 松花江路（延吉东路）－老西门                         | CNY¥2    | 13.39公里  | 松花江路（延吉东路） - 老西门（05:45 - 22:00） 老西门 - 松花江路（延吉东路）（05:30 - 23:17）               |                                                  |      |
| 224路         | 巴士三公司 | 虹口足球场（花园路）－冠生园路桂林路                 | CNY¥2    | 19.4公里   | 冠生园路桂林路 - 虹口足球场（花园路） (05:30 - 23:00) 虹口足球场（花园路） - 冠生园路桂林路 (05:20 - 22:30) |                                                  |      |
| 224路大站快车 | 巴士三公司 | 虹口足球场（花园路）－冠生园路桂林路                 | CNY¥2    | 17.0公里   | | 高峰线，仅在工作日早、晚高峰开行，经过内环高架路 |      |

高峰线
| 线路编号      | 经营者     | 起讫站                                                     | 全程收费 | 运营里程  | 运营时间 | 备注                  | 照片 |
| ------------- | ---------- | ---------------------------------------------------------- | -------- | --------- | --- | --------------------- | ---- |
| 216路         | 巴士三公司 | 中华新路共和新路－新泾五村 (金钟路剑河路)                  | CNY¥2    | 14.18公里 | 中华新路共和新路 - 新泾五村(06:00 - 09:00，15:30 - 18:30) 新泾五村 - 中华新路共和新路(06:00 - 08:30，15:30 - 18:30)   |                       |      |
| 252路（停运） | 巴士三公司 | 北区汽车站 (共和新路中山北路)－漕河泾开发区 (桂平路全州路) | CNY¥2    | 16.43公里 | 北区汽车站 - 漕河泾开发区(06:00 - 09:00，15:30 - 18:30) 漕河泾开发区 - 北区汽车站(06:00 - 08:30，15:30 - 18:30)       | 现由224路大站快车取代 |      |
| 257路         | 巴士二公司 | 桂江路沪闵路 (锦江乐园站)－钦江路桂平路                    | CNY¥2    | 6.55公里  | 桂江路沪闵路 - 钦江路桂平路 (06:30 - 09:00，16:00 - 18:30) 钦江路桂平路 - 桂江路沪闵路 (06:00 - 08:30，16:00 - 18:30) | 原152路(北段)         |      |

## 3字头三位数公交线路列表
3字头线路均为夜宵线，运行于每日的23时至次日6时之间。
| 线路编号 | 经营者     | 起讫站                                                       | 全程收费 | 运营里程   | 运营时间 | 备注                                                             | 照片                             |
| -------- | ---------- | ------------------------------------------------------------ | -------- | ---------- | --- | ---------------------------------------------------------------- | -------------------------------- |
| 301路    | 巴士四公司 | 上海火车站（南广场）－上海南站（北广场）                     | CNY¥2    | 14.93公里  | 上海南站 - 上海火车站（23:20 - 03:40） 上海火车站 - 上海南站（23:50 - 04:40）                                 | 104路夜宵车；每30分钟一班车                                      |                                  |
| 302路    | 巴士五公司 | 上海火车站（南广场）－宝山巴士                               | CNY¥2    | 24.2公里   | 上海火车站 - 宝山巴士（00:00 - 04:00） 宝山巴士 - 上海火车站（00:00 - 03:55）                                 | 51路夜宵车；每35分钟一班车                                       |                                  |
| 303路    | 巴士二公司 | 南浦大桥－上海南站（北广场）                                 | CNY¥2    | 15.84公里  | 南浦大桥 - 上海南站（23:35 - 03:35） 上海南站 - 南浦大桥（00:05 - 03:30）                                     | 43路夜宵车；每30分钟一班车                                       |                                  |
| 304路    | 巴士一公司 | 老西门 (人民路方浜中路)－长寿新村 (常德路澳门路)             | CNY¥2    | 10.9公里   | 长寿新村 - 老西门（00:00 - 04:00） 老西门 - 长寿新村（23:30 - 03:30）                                         | 11-24路夜宵车；每40分钟一班车                                    |                                  |
| 305路    | 巴士五公司 | 上海火车站北广场 (长途汽车客运总站)－南浦大桥                | CNY¥2    | 12.675公里 | 南浦大桥 - 上海火车站（23:45 - 04:45） 上海火车站 - 南浦大桥 （23:05 - 04:35）                                | 65路夜宵车；每30分钟一班车                                       |                                  |
| 306路    | 巴士一公司 | 南浦大桥（沪军营路）－上海火车站北广场                       | CNY¥2    | 9.4公里    | 南浦大桥 (沪军营路) - 上海火车站（00:15 - 03:20） 上海火车站 - 南浦大桥(沪军营路)（00:10 - 03:55）            | 66路夜宵车；每30分钟一班车                                       |                                  |
| 307路    | 巴士一公司 | 中山东二路新开河路－三门路新江湾城 (淞沪路)                  | CNY¥2    | 11.05公里  | 中山东二路新开河路 - 三门路新江湾城（22:50 - 03:30） 三门路新江湾城 - 中山东二路新开河路（23:20 - 03:30）     | 55路夜宵车；每20分钟一班车                                       |                                  |
| 308路    | 巴士一公司 | 松花江路延吉东路－上海火车站（南广场）                       | CNY¥2    | 12.85公里  | 松花江路延吉东路 - 上海火车站（23:55 - 03:55） 上海火车站 - 松花江路延吉东路（00:10 - 04:10）                 | 220-13路夜宵车；每30分钟一班车                                   |                                  |
| 309路    | 巴士三公司 | 永兴路公兴路－娄山关路仙霞路                                 | CNY¥2    | 11.75公里  | 永兴路公兴路 - 娄山关路仙霞路（00:00 - 05:00） 娄山关路仙霞路 - 永兴路公兴路（00:00 - 05:00）                 | 69路夜宵车；每40分钟一班车                                       |                                  |
| 310路    | 巴士一公司 | 兰州路杨树浦路－上海火车站（北广场）                         | CNY¥2    | 14.025公里 | 兰州路杨树浦路 - 上海火车站（00:00 - 03:45） 上海火车站 - 兰州路杨树浦路（00:15 - 04:05）                     | 70-115路夜宵车；每30分钟一班车                                   |                                  |
| 311路    | 巴士三公司 | 延安东路中山东一路 (外滩)－双流路天山路                      | CNY¥2    | 13.14公里  | 延安东路中山东一路 - 双流路天山路（23:55 - 05:05） 双流路天山路 - 延安东路中山东一路（23:36 - 03:30）         | 71路夜宵车；每35分钟一班车                                       |                                  |
| 312路    | 巴士五公司 | 人民广场 (武胜路)－呼兰路通河路                              | CNY¥2    | 15.25公里  | 人民广场 - 呼兰路通河路（00:30 - 04:35） 呼兰路通河路 - 人民广场（00:40 - 04:25）                             | 46-114路夜宵车；每40分钟一班车                                   |                                  |
| 313路    | 浦东杨高   | 陆家嘴地铁站－港城路地铁站                                   | CNY¥2    | 20公里     | 陆家嘴地铁站 - 港城路地铁站（23:20 - 04:00） 港城路地铁站 - 陆家嘴地铁站（00:20 - 04:20）                     | 81路夜宵车；每40分钟一班车                                       | 上海313路公交车S0E-228 SWB6100V5 |
| 314路    | 浦东上南   | 陆家嘴西路滨江大道－耀体平家桥路                             | CNY¥2    | 14公里     | 陆家嘴西路滨江大道 - 耀体平家桥路（23:20 - 05:35） 耀体平家桥路 - 陆家嘴西路滨江大道（22:30 - 05:10）         | 82路夜宵车；每20分钟一班车                                       |                                  |
| 315路    | 巴士一公司 | 上海南站（南广场）－上海火车站（南广场）                     | CNY¥2    | 16.2公里   | 上海南站 - 上海火车站（23:00 - 04:30） 上海火车站 - 上海南站（23:00 - 04:30）                                 | 15路夜宵车；每30分钟一班车                                       |                                  |
| 316路    | 巴士三公司 | 延安东路中山东一路 (外滩)－虹桥东交通中心（虹桥2号航站楼站） | CNY¥2    | 23.8公里   | 延安东路中山东一路 - 虹桥东交通中心（00:20 - 04:20） 虹桥东交通中心 - 延安东路中山东一路（23:00 - 05:00）     | 每30分钟一班车                                                   |                                  |
| 317路    | 巴士一公司 | 平凉路军工路－新开河枢纽 (中山东二路新开河路)                | CNY¥2    | 10.67公里  | 平凉路军工路 - 新开河枢纽（23:30 - 02:50） 新开河枢纽 - 平凉路军工路（00:10 - 03:30）                         | 25-33路夜宵车；每40分钟一班车                                    |                                  |
| 318路    | 巴士四公司 | 南浦大桥（沪军营路）－鲁迅公园                               | CNY¥2    | 11.33公里  | 南浦大桥（沪军营路） - 鲁迅公园（23:40 - 04:20） 鲁迅公园 - 南浦大桥（沪军营路）（23:40 - 04:20）             | 18路夜宵车；每40分钟一班车                                       |                                  |
| 319路    | 巴士三公司 | 北海宁路吴淞路－上海西站                                     | CNY¥2    | 12.875公里 | 北海宁路吴淞路 - 上海西站（00:00 - 04:00） 上海西站 - 北海宁路吴淞路（23:35 - 03:00）                         | 13-63路夜宵车；每40分钟一班车                                    |                                  |
| 320路    | 巴士三公司 | 延安东路中山东一路 (外滩)－ 虹桥西交通中心（虹桥火车站）     | CNY¥2    | 30.2公里   | 延安东路中山东一路 - 虹桥西交通中心；（00:10 - 04:20） 虹桥西交通中心 -延安东路中山东一路；（23:00 - 05:00）  | 每20 - 40分钟一班车                                              |                                  |
| 321路    | 巴士五公司 | 乌鲁木齐北路延安西路－沪太新村 (新村路沪太路)                | CNY¥2    | 9.775公里  | 乌鲁木齐北路延安西路 - 沪太新村（00:05 - 04:15） 沪太新村 - 乌鲁木齐北路延安西路（23:30 - 03:40）             | 40路夜宵车；每25分钟一班车                                       |                                  |
| 322路    | 巴士五公司 | 上海火车站（南广场）－宝山 (密山路友谊支路)                  | CNY¥2    | 27.2公里   | 上海火车站 - 宝山（00:00 - 03:40） 宝山 - 上海火车站（00:00 - 04:00）                                         | 53-95路夜宵车；每20分钟一班车                                    |                                  |
| 323路    | 巴士三公司 | 铜仁路南京西路－桃浦新村                                     | CNY¥2    | 16.07公里  | 铜仁路南京西路 - 桃浦新村（23:20 - 04:45） 桃浦新村 - 铜仁路南京西路（23:40 - 04:30）                         | 開闢於1987年。62-117路夜宵车；每40分钟一班车                     |                                  |
| 324路    | 巴士四公司 | 南浦大桥－上海火车站（南广场）                               | CNY¥2    | 10.62公里  | 南浦大桥 - 上海火车站（23:45 - 03:50） 上海火车站 - 南浦大桥（23:45 - 03:55）                                 | 64路夜宵车；每35分钟一班车                                       |                                  |
| 325路    | 巴士一公司 | 平凉路大连路 (杨树浦路站)－闸殷路军工路                      | CNY¥2    | 15.26公里  | 平凉路大连路 - 闸殷路军工路（00:00 - 04:00） 闸殷路军工路 - 平凉路大连路（00:00 - 04:00）                     | 79-75路夜宵车；每40分钟一班车                                    |                                  |
| 327路    | 巴士四公司 | 南浦大桥－曹家渡 (万航渡路长寿路)                            | CNY¥2    | 11.7公里   | 南浦大桥 - 曹家渡（00:25 - 04:25） 曹家渡 - 南浦大桥（23:45 - 04:25）                                         | 45路夜宵车；每40分钟一班车                                       |                                  |
| 328路    | 巴士三公司 | 上海火车站（南广场）－上海动物园                             | CNY¥2    | 16.386公里 | 上海火车站（南广场） - 上海动物园（23:35 - 04:00） 上海动物园 - 上海火车站（南广场）（22:30 - 03:00）         | 48-113路夜宵车；每35分钟一班车                                   |                                  |
| 329路    | 巴士一公司 | 上海火车站 (南广场)－工农新村（包头路殷行路）                | CNY¥2    | 17.2公里   | 上海火车站 - 工农新村（00:30 - 04:30） 工农新村 - 上海火车站（01:17 - 03:32）                                 | 942路夜宵车；每45分钟一班车                                      |                                  |
| 330路    | 巴士一公司 | 扬州路齐齐哈尔路－中山公园 (长宁路安西路)                    | CNY¥2    | 12.8公里   | 扬州路齐齐哈尔路 - 中山公园（23:40 - 05:00） 中山公园 - 扬州路齐齐哈尔路（23:00 - 04:20）                     | 20-37路夜宵车；每40分钟一班车                                    |                                  |
| 332路    | 巴士五公司 | 曲阜西路西藏北路 (曲阜路站)－上海大学（锦秋路）              | CNY¥2    | 17.477公里 | 曲阜西路西藏北路 - 上海大学（锦秋路）（23:40 - 04:00） 上海大学（锦秋路） - 曲阜西路西藏北路（23:25 - 04:15） | 58路夜宵车；每35分钟一班车                                       |                                  |
| 338路    | 浦东上南   | 芦恒路枢纽站－东昌路渡口                                     | CNY¥2    |            | 芦恒路枢纽站－东昌路渡口（23:05 - 03:05） 东昌路渡口－芦恒路枢纽站（00:15 - 04:15）                           | 576路夜宵车；每60分钟一班车                                      |                                  |
| 339路    | 浦东金高   | 东昌路渡口－金杨路枣庄路                                     | CNY¥2    | 8公里      | 东昌路渡口 - 金杨路枣庄路（22:40 - 05:40） 金杨路枣庄路 - 东昌路渡口（23:10 - 05:10）                         | 783路夜宵车；每30分钟一班车                                      |                                  |
| 340路    | 巴士三公司 | 曹杨路兰溪路－金耀路鹤霞路（江桥）                           | CNY¥2    | 13.93公里  | 曹杨路兰溪路 - 金耀路鹤霞路（23:00 - 04:20） 金耀路鹤霞路 - 曹杨路兰溪路（23:00 - 04:50）                     | 740路夜宵车；每40分钟一班车                                      |                                  |
| 342路    | 巴士二公司 | 南丹东路漕溪北路－剑川路通海路                               | CNY¥2    | 18.895公里 | 南丹东路漕溪北路 - 剑川路通海路（23:10 - 04:00） 剑川路通海路 - 南丹东路漕溪北路（00:00 - 04:00）             | 178路夜宵车；每30分钟一班车                                      |                                  |
| 343路    | 浦东杨高   | 周东南路S32 - 莲溪路北中路                                   | CNY¥2    | 19.5公里   | 周东南路S32 - 莲溪路北中路（22:30 - 05:40） 莲溪路北中路 - 周东南路S32（23:20 - 06:30）                       | 451-992路夜宵车；原交通车转正；每30分钟一班车；2018年7月21日新辟 |                                  |
| 345路    | 巴士五公司 | 同济路水产路 - 宝菊路菊联路                                  | CNY¥2    | 16.8公里   | 同济路水产路 - 宝菊路菊联路（23:00 - 03:40） 宝菊路菊联路 - 同济路水产路（23:50 - 04:30）                     | 宝山29路夜宵线                                                   |                                  |

## 4字头三位数公交线路列表
| 线路编号 | 经营者     | 起讫站                                       | 全程收费 | 运营里程  | 运营时间                                                                                                  | 备注                                                 | 照片                     |
| -------- | ---------- | -------------------------------------------- | -------- | --------- | --- | ---------------------------------------------------- | ------------------------ |
| 405路    | 巴士一公司 | 曲阳新村（曲阳路玉田路）－博兴路柳埠路       | CNY¥2    | 17.13公里 | 曲阳新村 - 博兴路柳埠路（05:30 - 23:35） 博兴路柳埠路 - 曲阳新村（05:30 - 22:30）                         | 经由翔殷路隧道过黄浦江                               |                          |
| 406路    | 巴士一公司 | 国定路政立路－东靖路金京路                   | CNY¥2    | 20公里    | 国定路政立路 - 东靖路金京路（05:30 - 22:30） 东靖路金京路 - 国定路政立路（05:30 - 22:30）                 | 经由翔殷路隧道过黄浦江                               |                          |
| 451路    | 浦东杨高   | 周东南路S32－南京西路西藏中路                | CNY¥2    | 26.8公里  | 周东南路S32 - 南京西路西藏中路（04:50 - 23:40） 南京西路西藏中路 - 周东南路S32（06:00 - 00:40）           | 原申周夜宵专线，经由复兴东路隧道过黄浦江，配备乘务员 |                          |
| 452路    | 奉贤巴士   | 胡桥－东川路天星路                           | CNY¥2    |           | 胡桥－东川路天星路（05:30 - 22:00） 东川路天星路－胡桥（06:35 - 23:16）                                   | 经由闵浦三桥过黄浦江                                 |                          |
| 453路    | 浦东金高   | 港城路地铁站－五角场翔殷路                   | CNY¥2    | 18公里    | 港城路地铁站 - 五角场（05:30 - 23:50） 五角场 - 港城路地铁站（06:15 - 22:30）                             | 经由翔殷路隧道过黄浦江                               |                          |
| 454路    | 浦东上南   | 恒大华城（长清路杨新路）－人民广场（广东路） | CNY¥2    | 12公里    | 恒大华城 - 人民广场（05:30 - 22:30） 人民广场 - 恒大华城（05:30 - 22:30）                                 | 原574路；经由西藏南路隧道过黄浦江                    |                          |
| 455路    | 浦东杨高   | 利津路巨峰路－上海火车站（北广场）           | CNY¥2    | 15公里    | 利津路巨峰路 - 上海火车站（北广场）（05:05 - 22:30） 上海火车站（北广场） - 利津路巨峰路（05:10 - 23:40） | 原申陆专线，经由延安东路隧道过黄浦江                 |                          |
| 456路    | 巴士四公司 | 长清路永泰路－上海体育馆                     | CNY¥2    |           | 长清路永泰路 - 上海体育馆（05:30 - 22:30） 上海体育馆 - 长清路永泰路（05:30 - 22:30）                     | 原627路                                              |                          |
| 457路    | 奉贤巴士   | 公交奉贤新城站－谈家塘路张家里路             | CNY¥2    |           | 公交奉贤新城站 - 谈家塘路张家里路（05:30 - 21:00） 谈家塘路张家里路 - 公交奉贤新城站（06:30 - 22:00）     | 经由虹梅南路隧道过黄浦江                             |                          |
| 458路    | 奉贤巴士   | 公交金钱公路站－都支路灯辉支路               | CNY¥2    |           | 公交金钱公路站 - 都支路灯辉支路（05:30 - 21:00） 都支路灯辉支路 - 公交金钱公路站（06:35 - 22:10）         | 经由虹梅南路隧道过黄浦江                             | 原南嘉线、南江线、奉宝线 |

## 5字头三位数公交线路列表
| 线路编号 | 经营者     | 起讫站                         | 全程收费 | 运营里程   | 运营时间 | 备注                                    | 照片 |
| -------- | ---------- | ------------------------------ | -------- | ---------- | --- | --------------------------------------- | ---- |
| 502路    | 巴士五公司 | 虹口足球场－淞南十村（通南路） | CNY¥2    | 12公里     | 虹口足球场 - 淞南十村（通南路）（05:30 - 22:30） 淞南十村（通南路） - 虹口足球场（05:30 - 22:30）                   |                                         |      |
| 508路    | 巴士五公司 | 港城路地铁站－吴淞码头         | CNY¥2    | 15.95公里  | 港城路地铁站 - 吴淞码头（06:30 - 18:50） 吴淞码头 - 港城路地铁站（05:50 - 18:00）                                   | 经由长江路隧道过黄浦江                  |      |
| 510路    | 巴士四公司 | 武威东路真金路－惠民路临潼路   | CNY¥2    | 16.011公里 | 惠民路临潼路 - 武威东路真金路(大华新村)（05:30 - 23:00） 武威东路真金路(大华新村) - 惠民路临潼路（05:00 - 22:30）   |                                         |      |
| 519路    | 巴士三公司 | 中山公园地铁站－航华新村       | CNY¥2    | 13.55公里  | 中山公园地铁站 - 航华新村（05:30 - 23:00） 航华新村 - 中山公园地铁站（05:15 - 23:30）                               |                                         |      |
| 522路    | 巴士一公司 | 杨家渡渡口－闸殷路军工路       | CNY¥2    | 24公里     | 杨家渡渡口 - 闸殷路军工路（06:00 - 08:30，16:00 - 18:30） 闸殷路军工路 - 杨家渡渡口（06:00 - 08:30，16:00 - 18:30） | 经由杨浦大桥过黄浦江 高峰线             |      |
| 527路    | 巴士五公司 | 岭南路保德路－鄱阳湖路陆翔路   | CNY¥2    | 18.05公里  | 岭南路保德路 - 鄱阳湖路陆翔路（06:00 - 22:00） 鄱阳湖路陆翔路 - 岭南路保德路（05:00 - 22:00）                       |                                         |      |
| 528路    | 巴士五公司 | 曲阳新村－菊盛路宝安公路       | CNY¥2    | 23.38公里  | 曲阳新村 - 菊盛路宝安公路（06:00 - 22:00） 菊盛路宝安公路 - 曲阳新村（06:00 - 22:00）                               |                                         |      |
| 537路    | 巴士一公司 | 老西门－开鲁路白城路           | CNY¥2    | 19.35公里  | 老西门 - 开鲁路白城路（05:30 - 22:30） 开鲁路白城路 - 老西门（05:30 - 22:30）                                       |                                         |      |
| 538路    | 巴士一公司 | 松潘路杨树浦路－淞沪路殷行路   | CNY¥2    | 14.3公里   | 松潘路杨树浦路 - 淞沪路殷行路（05:30 - 22:30） 淞沪路殷行路 - 松潘路杨树浦路（05:30 - 22:30）                       |                                         |      |
| 547路    | 巴士五公司 | 赤峰路地铁站－环镇南路真朋路   | CNY¥2    | 14.2公里   | 赤峰路地铁站 - 环镇南路真朋路（05:30 - 23:23） 环镇南路真朋路 - 赤峰路地铁站（05:30 - 22:30）                       |                                         |      |
| 548路    | 巴士三公司 | 延安西路华山路－东兰路龙茗路   | CNY¥2    | 15.21公里  | 延安西路华山路 - 东兰路龙茗路（06:05 - 21:15） 东兰路龙茗路 - 延安西路华山路（05:25 - 20:15）                       |                                         |      |
| 551路    | 巴士五公司 | 一二八纪念路阳泉路－北新泾     | CNY¥2    | 24.8公里   | 一二八纪念路阳泉路 - 北新泾（05:20 - 19:00） 北新泾 - 一二八纪念路阳泉路（05:30 - 20:00）                           |                                         |      |
| 552路    | 巴士五公司 | 曲阳新村－呼玛路共和新路       | CNY¥2    | 15.95公里  | 曲阳新村 - 呼玛路共和新路（05:30 - 22:30） 呼玛路共和新路 - 曲阳新村（05:30 - 22:30）                               | 原552路区间                             |      |
| 554路    | 巴士一公司 | 凉城新村－金杨新村             | CNY¥2    | 18.595公里 | 凉城新村 - 金杨新村（06:00 - 21:00） 金杨新村 - 凉城新村（06:15 - 21:00）                                           | 低谷定班；经由杨浦大桥过黄浦江          |      |
| 559路    | 巴士一公司 | 虬江码头－青石路国权北路       | CNY¥2    | 10.65公里  | 虬江码头 - 青石路国权北路（05:30 - 22:30） 青石路国权北路 - 虬江码头（05:30 - 22:30）                               |                                         |      |
| 561路    | 巴士三公司 | 金耀路鹤霞路－中山北路中潭路   | CNY¥2    | 16.78公里  | 中山北路中潭路 - 金耀路鹤霞路(江桥)（06:00 - 21:30） 金耀路鹤霞路(江桥) - 中山北路中潭路（05:30 - 22:30）           |                                         |      |
| 572路    | 浦东上南   | 永泰路东明路－淮海西路凯旋路   | CNY¥2    |            | 永泰路东明路 - 淮海西路凯旋路（05:15 - 22:30） 淮海西路凯旋路 - 永泰路东明路（05:30 - 23:00）                       | 原572路区间转正；经由打浦路隧道过黄浦江 |      |
| 573路    | 浦东杨高   | 金葵路金槐路 - 罗山路公交枢纽  | CNY¥2    |            | 金葵路金槐路 - 罗山路公交枢纽（05:30 - 22:30） 罗山路公交枢纽 - 金葵路金槐路（05:50 - 22:50）                       | 原573路缩线，改无人售票                 |      |
| 576路    | 浦东上南   | 芦恒路枢纽站－曲阳新村         | CNY¥2    | 27公里     | 芦恒路枢纽站 - 曲阳新村（05:30 - 22:30） 曲阳新村 - 芦恒路枢纽站（05:30 - 23:00）                                   | 经由南浦大桥过黄浦江                    |      |
| 577路    | 巴士一公司 | 复兴岛－开鲁路中原路           | CNY¥2    | 13.075公里 | 复兴岛 - 开鲁路中原路（05:30 - 23:40） 开鲁路中原路 - 复兴岛（04:50 - 23:00）                                       |                                         |      |
| 581路    | 浦东杨高   | 康意路御北路－周秀路瑞建路     | CNY¥2    | 14.5公里   | 周秀路瑞建路 - 康意路御北路（05:10 - 22:40） 康意路御北路 - 周秀路瑞建路（06:35 - 23:59）                           |                                         |      |
| 583路    | 浦东上南   | 陆家嘴地铁站－懿行路和炯路     | CNY¥2    | 18公里     | 陆家嘴 - 懿行路和炯路（05:30 - 22:30） 懿行路和炯路 - 陆家嘴（05:30 - 22:30）                                       |                                         |      |
| 597路    | 巴士一公司 | 东方路张杨路－彭浦新村         | CNY¥2    | 16.675公里 | 东方路张杨路 - 彭浦新村（05:30 - 22:30） 彭浦新村 - 东方路张杨路（05:30 - 22:30）                                   | 经由大连路隧道过黄浦江                  |      |

## 6字头三位数公交线路列表
| 线路编号 | 经营者     | 起讫站                                     | 全程收费 | 运营里程 | 运营时间                                                                                              | 备注               | 照片 |
| -------- | ---------- | ------------------------------------------ | -------- | -------- | --- | ------------------ | ---- |
| 604路    | 浦东上南   | 三林世博家园（东书房路）－西营路德州路     | CNY¥2    | 11公里   | 三林世博家园 - 西营路德州路（06:00 - 21:00） 西营路德州路 - 三林世博家园（06:20 - 21:30）             |                    |      |
| 607路    | 巴士四公司 | 泰同栈渡口－华鹏路成山路                   | CNY¥2    | 14.9公里 | 华鹏路成山路 - 泰同栈渡口（05:30 - 22:30） 泰同栈渡口 - 华鹏路成山路（05:30 - 22:30）                 |                    |      |
| 609路    | 巴士四公司 | 其昌栈渡口－益江小区                       | CNY¥2    | 16.2公里 | 其昌栈渡口 - 益江小区（05:30 - 22:30） 益江小区 - 其昌栈渡口（05:30 - 22:30）                         |                    |      |
| 610路    | 浦东上南   | 通耀路耀龙路－其昌栈渡口                   | CNY¥2    |          | 通耀路耀龙路 - 其昌栈渡口（05:30 - 23:27） 其昌栈渡口 - 通耀路耀龙路（05:30 - 22:12）                 |                    |      |
| 611路    | 浦东金高   | 航津路地铁站－三岔港渡口                   | CNY¥2    | 25.5公里 | 三岔港渡口 - 航津路地铁站（05:50 - 21:00） 航津路地铁站 - 三岔港渡口（05:15 - 20:15）                 |                    |      |
| 615路    | 巴士四公司 | 益江路盛夏路－航城五路施湾二路             | CNY¥2    | 35公里   | 施湾镇 - 益江路盛夏路（06:00 - 18:50） 益江路公交站 - 施湾镇（05:50 - 18:50）                         |                    |      |
| 624路    | 巴士四公司 | 南码头路世博大道－鹤雷路航瑞路             | CNY¥2    | 24.2公里 | 南码头路世博大道 - 鹤雷路航瑞路（06:00 - 19:30） 鹤雷路航瑞路 - 南码头路世博大道（06:00 - 19:10）     |                    |      |
| 628路    | 巴士四公司 | 华夏东路川沙首末站－新环西路笋心路（新场） | CNY¥2-6  | 32公里   | 华夏东路川沙首末站 - 新场（05:25 - 18:00） 新场 - 华夏东路川沙首末站（06:50 - 19:30）                 | 有人售票           |      |
| 629路    | 巴士四公司 | 芳华路申波路－南泉路浦建路                 | CNY¥2    | 6.25公里 | 芳华路芳波路 - 蓝村路南泉路（06:00 - 21:00） 蓝村路南泉路 - 芳华路芳波路（06:30 - 21:30）             |                    |      |
| 630路    | 巴士四公司 | 环庆东路环庆中路－云山路灵山路             | CNY¥2    | 23公里   | 环庆东路环庆中路 - 云山路灵山路（05:30 - 19:00） 云山路灵山路 - 环庆东路环庆中路（06:40 - 20:15）     |                    |      |
| 632路    | 巴士四公司 | 华夏东路川沙首末站（川沙）－永泰路三新路   | CNY¥2    | 32.8公里 | 华夏东路川沙首末站 - 永泰路三新路（05:00 - 19:30） 永泰路三新路 - 华夏东路川沙首末站（06:15 - 20:10） |                    |      |
| 635路    | 奉贤客运   | 兴隆新村－鸿音路南芦公路                   | CNY¥2    |          | 兴隆新村 - 鸿音路南芦公路（06:30 - 18:55） 鸿音路南芦公路 - 兴隆新村（07:15 - 19:40）                 | 原临泥线           |      |
| 636路    | 浦东杨高   | 龚丰路溪平路－张江地铁站                   | CNY¥2    | 19公里   | 龚丰路溪平路 - 张江地铁站（05:30 - 22:30） 张江地铁站 - 龚丰路溪平路（05:30 - 22:30）                 |                    |      |
| 638路    | 浦东杨高   | 华鹏路成山路－利津路巨峰路                 | CNY¥2    |          | 华鹏路成山路 - 利津路巨峰路（05:30 - 22:00） 利津路巨峰路 - 华鹏路成山路（05:30 - 22:00）             | 原洪高线           |      |
| 639路    | 浦东杨高   | 周秀路瑞建路－东方路潍坊路                 | CNY¥2    |          | 周秀路瑞建路 - 东方路潍坊路（05:15 - 22:20） 东方路潍坊路 - 周秀路瑞建路（06:20 - 23:25）             |                    |      |
| 640路    | 浦东杨高   | 龙阳路世博大道－港城路地铁站               | CNY¥2    | 28公里   | 港城路地铁站 - 龙阳路世博大道（06:00 - 19:40） 龙阳路世博大道 - 港城路地铁站（06:00 - 21:00）         |                    |      |
| 642路    | 浦东南汇   | 拱极路观海路－公交四团站                   | CNY¥2    | 17.9公里 | 拱极路观海路 – 公交四团站（05:00 - 19:30） 公交四团站 - 拱极路观海路（06:00 – 20:30）                 | 原南闵专线（东段） |      |
| 643路    | 奉贤公交   | 南团公路永宁东路－神州路                   | CNY¥2    |          | 南团公路永宁东路 – 神州路（05:00 - 19:00） 神州路- 南团公路永宁东路（05:50 - 19:50）                  | 原奉南线           |      |

## 7字头三位数公交线路列表
| 线路编号            | 经营者     | 起讫站                                       | 全程收费 | 运营里程   | 运营时间 | 备注                              | 照片 |
| ------------------- | ---------- | -------------------------------------------- | -------- | ---------- | --- | --------------------------------- | ---- |
| 700路               | 巴士二公司 | 莘松新村－芙蓉江路仙霞路                     | CNY¥2    | 16.29公里  | 莘松新村 - 芙蓉江路仙霞路（05:10 - 21:30） 芙蓉江路仙霞路 - 莘松新村（06:00 - 22:30）                                      | 原莘仙线                          |      |
| 701路               | 巴士五公司 | 彭浦新村（景凤路）－顾村                     | CNY¥2    | 10.3公里   | 彭浦新村(景凤路) - 顾村（05:30 - 23:00） 顾村 - 彭浦新村(景凤路)（05:15 - 22:45）                                          |                                   |      |
| 702路               | 巴士五公司 | 中山北路（北区汽车站）－电台路宝安公路       | CNY¥2    | 17.35公里  | 北区汽车站 - 电台路宝安公路（06:00 - 23:00） 电台路宝安公路 - 北区汽车站（05:30 - 22:32）                                  | 原顾大线                          |      |
| 703路               | 巴士二公司 | 漕溪北路蒲汇塘路（上海体育馆）－颛桥         | CNY¥2    | 17.173公里 | 漕溪北路蒲汇塘路 - 颛桥（06:00 - 23:42） 颛桥 - 漕溪北路蒲汇塘路（05:30 - 22:20）                                          |                                   |      |
| 703路B线            | 巴士二公司 | 上海师大－银都路都会路                       | CNY¥2    | 12.5公里   | 上海师大 - 银都路都会路（06:30 - 08:30，16:00 - 18:30） 银都路都会路 - 上海师大（06:30 - 08:30，16:00 - 18:30）            | 高峰线                            |      |
| 704路               | 巴士二公司 | 上海体育馆－报春新村                         | CNY¥2    | 10.96公里  | 上海体育馆 - 报春新村（06:00 - 23:51） 报春新村 - 上海体育馆（05:20 - 22:00）                                              |                                   |      |
| 704路B线            | 巴士二公司 | 上海体育馆－疏影路公交站                     | CNY¥2    | 14.155公里 | 上海体育馆 - 疏影路公交站（06:10 - 23:51） 疏影路公交站 - 上海体育馆（05:30 - 22:30）                                      |                                   |      |
| 705路               | 巴士五公司 | 平型关路江场路－松兰路镇泰路                 | CNY¥2    | 16.3公里   | 平型关路江场路 - 松兰路镇泰路（05:30 - 22:30） 松兰路镇泰路 - 平型关路江场路（06:00 - 23:05）                              |                                   |      |
| 706路               | 太阳岛客运 | 徐泾公交枢纽－九亭汽车站                     | CNY¥2    |            | 徐泾公交枢纽 - 九亭汽车站（06:00 - 21:00） 九亭汽车站 - 徐泾公交枢纽（06:00 - 21:00）                                      |                                   |      |
| 706路区间（已停运） | 太阳岛客运 | 徐泾公交枢纽－九亭汽车站                     | CNY¥2    |            | 徐泾公交枢纽 - 九亭汽车站（06:00 - 21:00） 九亭汽车站 - 徐泾公交枢纽（06:00 - 21:00）                                      |                                   |      |
| 708路               | 巴士二公司 | 莘庄地铁站（北广场）－新桥火车站             | CNY¥2    | 16.2公里   | 莘庄地铁站(北广场) - 新桥火车站（06:00 - 23:50） 新桥火车站 - 莘庄地铁站(北广场)（05:30 - 23:00）                          | 原莘春线                          |      |
| 709路               | 巴士三公司 | 万科城市花园－沪青平公路航东路               | CNY¥2    | 8.9公里    | 万科花园 - 沪青平公路航东路（05:30 - 22:30） 沪青平公路航东路 - 万科花园（05:30 - 23:10）                                  | 接驳71路延安路中运量              |      |
| 710路               | 青浦巴士   | 蟠秀路公交枢纽－凤雅路凤阁路                 | CNY¥2    |            | 凤雅路凤阁路 - 蟠秀路公交枢纽（05:10 - 00:30） 蟠秀路公交枢纽 - 凤雅路凤阁路（05:30 - 00:05）                              | 原徐凤线                          |      |
| 711路               | 巴士五公司 | 淞滨支路泰和路－铁山路铁通路                 | CNY¥2    | 14公里     | 淞滨支路泰和路 - 铁山路铁通路（05:30 - 22:30） 铁山路铁通路 - 淞滨支路泰和路（05:25 - 22:30）                              |                                   |      |
| 712路               | 巴士二公司 | 颛兴东路都市路－柳州路田林路                 | CNY¥2    | 15.95公里  | 颛兴东路都市路 - 柳州路田林路（04:50 - 22:20） 柳州路田林路 - 颛兴东路都市路（06:00 - 23:00）                              |                                   |      |
| 713路               | 巴士五公司 | 锦西路打虎山路－淞南新村                     | CNY¥2    | 14.65公里  | 锦西路打虎山路 - 淞南新村（05:30 - 23:00） 淞南新村 - 锦西路打虎山路（05:30 - 22:30）                                      |                                   |      |
| 714路               | 巴士二公司 | 华容路双峰路－曹行                           | CNY¥2    | 13.65公里  | 华容路双峰路 - 曹行（06:00 - 23:00） 曹行 - 华容路双峰路（05:30 - 22:10）                                                  |                                   |      |
| 715路               | 巴士四公司 | 豆市街复兴东路－五星路枢纽站                 | CNY¥2    | 17公里     | 豆市街复兴东路 - 五星路枢纽站（05:30 - 22:30） 五星路枢纽路 - 豆市街复兴东路（05:30 - 22:30）                              | 经由西藏南路隧道过黄浦江          |      |
| 717路               | 巴士三公司 | 延平路余姚路－丰庄                           | CNY¥2    | 9.925公里  | 延平路余姚路 - 丰庄（05:30 - 23:00） 丰庄 - 延平路余姚路（05:30 - 22:30）                                                  |                                   |      |
| 718路               | 巴士二公司 | 上海体育馆－长华路华泾路                     | CNY¥2    | 10.68公里  | 上海体育馆 - 长华路华泾路（06:00 - 23:51） 长华路华泾路 - 上海体育馆（05:25 - 22:25）                                      |                                   |      |
| 719路               | 巴士五公司 | 共康六村－海江新村                           | CNY¥2    | 16.4公里   | 共康六村 - 海江新村（05:55 - 22:45） 海江新村 - 共康六村（05:30 - 22:00）                                                  |                                   |      |
| 720路               | 巴士二公司 | 上海体育馆－莲花路地铁站（南广场）           | CNY¥2    | 11.89公里  | 上海体育馆 - 莲花路地铁站（05:30 - 23:51） 莲花路地铁站 - 上海体育馆（05:20 - 23:45）                                      |                                   |      |
| 721路               | 巴士三公司 | 上海体育馆－上海动物园                       | CNY¥2    | 12.09公里  | 上海体育馆 - 上海动物园（05:30 - 23:00） 上海动物园 - 上海体育馆（05:00 - 22:30）                                          | 原931路                           |      |
| 723路               | 巴士一公司 | 香山新村－虹口足球场（花园路）               | CNY¥2    | 17.6公里   | 香山新村 – 虹口足球场(花园路)（05:30 – 22:30） 虹口足球场(花园路) - 香山新村（05:20 - 22:30）                              | 经由杨浦大桥过黄浦江              |      |
| 724路               | 巴士三公司 | 华池路汉阴路－绿杨桥                         | CNY¥2    | 11.35公里  | 华池路汉阴路 - 绿杨桥（05:30 - 22:30） 绿杨桥 - 华池路汉阴路（05:30 - 23:00）                                              |                                   |      |
| 725路               | 巴士二公司 | 上海师大－莘庄地铁站                         | CNY¥2    | 12.29公里  | 上海师大 - 莘庄地铁站(南广场)（05:30 - 23:35） 莘庄地铁站(南广场) - 上海师大（05:30 - 23:50）                              |                                   |      |
| 725路（区间）       | 巴士二公司 | 上海师大 - 高兴路莘吉路                      | CNY¥2    |            | 上海师大 - 高兴路莘吉路（05:30 - 23:35） 高兴路莘吉路 - 上海师大（04:30 - 23:25）                                          |                                   |      |
| 726路               | 巴士一公司 | 安波路营口路－ 三泉路保德路                  | CNY¥2    | 18.05公里  | 安波路营口路 - 三泉路保德路（05:30 - 22:40） 三泉路保德路 - 安波路营口路（05:30 - 22:30）                                  |                                   |      |
| 727路               | 巴士五公司 | 清峪路万镇路－丰宝路聚丰园路                 | CNY¥2    | 12.36公里  | 清峪路万镇路 - 丰宝路聚丰园路（05:30 - 22:50） 丰宝路聚丰园路 - 清峪路万镇路（05:30 - 23:00）                              |                                   |      |
| 728路               | 巴士五公司 | 共和新路长江西路－宝杨码头                   | CNY¥2    | 18.65公里  | 共和新路长江西路 - 宝杨路汽车站（05:00 - 23:40） 宝杨路汽车站 - 共和新路长江西路（05:00 - 22:30）                          |                                   |      |
| 729路               | 巴士二公司 | 上海南站（北广场）－紫竹科学园区             | CNY¥2    | 23.954公里 | 上海南站(北广场) - 紫竹科学园区（05:00 - 23:58） 紫竹科学园区 - 上海南站(北广场)（05:50 - 22:30）                          | 1998年开通；有人售票              |      |
| 730路               | 巴士四公司 | 建国东路重庆南路－南新小区                   | CNY¥2    | 13.3公里   | 南新小区 - 建国东路重庆南路（05:00 - 22:30） 建国东路重庆南路 - 南新小区（05:30 - 23:10）                                  | 经由南浦大桥过黄浦江              |      |
| 731路               | 巴士二公司 | 宜山路虹梅路（宜山路站）－长华路华泾路       | CNY¥2    | 16.1公里   | 长华路华泾路 - 宜山路虹梅路（05:30 - 23:00） 宜山路虹梅路 - 长华路华泾路（05:30 - 23:18）                                  |                                   |      |
| 732路               | 巴士二公司 | 天钥桥路辛耕路（徐家汇）－平阳新村           | CNY¥2    | 13.25公里  | 平阳新村 - 天钥桥路辛耕路(徐家汇)（05:30 - 23:00） 天钥桥路辛耕路(徐家汇) - 平阳新村（05:30 - 23:40）                      |                                   |      |
| 733路               | 巴士四公司 | 长峰新村－卢浦大桥                           | CNY¥2    | 12.4公里   | 长峰新村 - 卢浦大桥（05:30 - 23:00） 卢浦大桥 - 长峰新村（05:30 - 23:00）                                                  |                                   |      |
| 734路               | 巴士四公司 | 龙兰路丰谷路 - 华鹏路成山路                  | CNY¥2    | 13.9公里   | 龙兰路丰谷路 - 华鹏路成山路（05:30 - 23:00） 华鹏路成山路 - 龙兰路丰谷路（05:30 - 23:45）                                  | 低谷定班；经由打浦路隧道过黄浦江  |      |
| 735路               | 巴士二公司 | 罗阳新村－中春路华中路                       | CNY¥2    | 19.3公里   | 罗阳新村 - 中春路华中路（05:30 - 23:00） 中春路华中路 - 罗阳新村（05:30 - 22:30）                                          |                                   |      |
| 736路               | 巴士四公司 | 罗山新村－老西门                             | CNY¥2    | 17.78公里  | 老西门 - 罗山新村（05:30 - 23:20） 罗山新村 - 老西门（05:30 - 22:45）                                                      | 低谷定班；经由南浦大桥过黄浦江    |      |
| 737路               | 巴士三公司 | 振宏新村（伊犁南路）－大华新村（行知路）     | CNY¥2    | 16.85公里  | 大华新村(行知路) - 振宏新村(伊梨南路)（05:30 - 22:30） 振宏新村(伊梨南路) - 大华新村(行知路)（05:30 - 22:52）              |                                   |      |
| 738路               | 巴士三公司 | 祁安路环镇南路－陕西北路南京西路             | CNY¥2    | 15.15公里  | 祁安路环镇南路 - 陕西北路南京西路（05:10 - 22:30） 陕西北路南京西路 - 祁安路环镇南路（05:30 - 23:00）                      |                                   |      |
| 739路               | 巴士三公司 | 平吉新村－梅川新村                           | CNY¥2    | 18.72公里  | 平吉新村 - 梅川新村（05:30 – 22:30） 梅川新村 - 平吉新村（05:30 - 22:30）                                                  | 1997年开通                        |      |
| 740路               | 巴士三公司 | 昌化路武定路－金园一路靖远路                 | CNY¥2    | 12.325公里 | 昌化路武定路 - 金园一路靖远路（04:50 - 22:45） 金园一路靖远路 - 昌化路武定路（05:25 - 22:45）                              |                                   |      |
| 741路               | 巴士五公司 | 汉中路地铁站－康宁路枢纽站                   | CNY¥2    | 14.05公里  | 康宁路枢纽站 - 汉中路地铁站（04:45 - 22:40） 汉中路地铁站 - 康宁路枢纽站（05:30 - 23:25）                                  |                                   |      |
| 742路               | 巴士三公司 | 谈家渡路武宁路－柳园路真陈路                 | CNY¥2    | 15.78公里  | 谈家渡路武宁支路 - 柳园路（06:15 - 23:00） 柳园路 - 谈家渡路武宁支路（05:27 - 22:17）                                      | 低谷定班                          |      |
| 743路               | 巴士三公司 | 真新车站－北区汽车站                         | CNY¥2    | 13.44公里  | 北区汽车站 - 真新车站（05:20 - 23:00） 真新车站 - 北区汽车站（05:00 - 22:30）                                              |                                   |      |
| 744路               | 巴士三公司 | 普善路中兴路（上海火车站）－丰宝路聚丰园路   | CNY¥2    | 14.7公里   | 普善路中兴路（上海火车站） - 丰宝路聚丰园路（05:30 - 23:00） 丰宝路聚丰园路 - 普善路中兴路（上海火车站）)（05:30 - 22:30） |                                   |      |
| 745路               | 巴士五公司 | 赤峰路地铁站－南蕰藻路场北支路               | CNY¥2    | 13.45公里  | 赤峰路地铁站 - 南蕰藻路场北支路（05:30 - 23:23） 南蕰藻路场北支路 - 赤峰路地铁站（05:25 - 22:30）                          |                                   |      |
| 746路               | 巴士一公司 | 大柏树（东体育会路）－花木新村               | CNY¥2    | 16.05公里  | 大柏树(东体育路) - 花木新村（05:30 - 22:30） 花木新村 - 大柏树(东体育路)（05:30 - 22:30）                                  | 经由大连路隧道过黄浦江            |      |
| 747路               | 巴士二公司 | 鑫都城－上海南站（北广场）                   | CNY¥2    | 18.3公里   | 鑫都城 - 上海南站(北广场)（05:30 - 22:30） 上海南站(北广场) - 鑫都城（05:30 - 23:58）                                      | 有人售票                          |      |
| 748路（71路支线3）  | 巴士三公司 | 上海动物园（虹井路）－九亭                   | CNY¥2    | 14.5公里   | 九亭 - 上海动物园(虹井路)（05:30 - 22:30） 上海动物园(虹井路) - 九亭（05:30 - 23:46）                                      | 接驳71路延安路中运量              |      |
| 749路               | 巴士一公司 | 三门路新江湾城－虎林路一二八纪念路           | CNY¥2    | 12.98公里  | 三门路新江湾城 - 虎林路共江路（05:30 - 22:30） 虎林路共江路 - 三门路新江湾城（05:30 - 22:30）                              |                                   |      |
| 750路               | 巴士三公司 | 广顺路定威路－水杉路真南路                   | CNY¥2    | 14.95公里  | 广顺路定威路 - 水杉路真南路（05:30 - 23:05） 水杉路真南路 - 广顺路定威路（05:30 - 23:00）                                  | 1997年开通                        |      |
| 751路               | 巴士一公司 | 岳州路公平路－淞南镇                         | CNY¥2    | 12.375公里 | 岳州路公平路 - 淞南镇（05:30 - 23:20） 淞南镇 - 岳州路公平路（05:30 - 23:00）                                              | 1997年开通                        |      |
| 753路               | 巴士三公司 | 绿苑路红松路－莲花路地铁站                   | CNY¥2    | 11.06公里  | 绿苑路红松路 - 莲花路地铁站(北广场)（05:00 - 22:40） 莲花路地铁站(北广场) - 绿苑路红松路（06:00 - 23:45）                  | 1997年开通                        |      |
| 754路               | 巴士三公司 | 清涧新村－上海体育馆                         | CNY¥2    | 14.08公里  | 上海体育馆 - 清涧新村（05:30 - 23:51） 清涧新村 - 上海体育馆（05:30 - 22:30）                                              | 1997年开通                        |      |
| 755路               | 巴士二公司 | 浦北路柳州路－春延路三林城                   | CNY¥2    | 22.25公里  | 春延路三林城 - 浦北路柳州路（05:10 - 22:40） 浦北路柳州路 - 春延路三林城（05:30 - 22:30）                                  | 经由徐浦大桥过黄浦江              |      |
| 757路               | 巴士三公司 | 光复西路大渡河路－莲花路地铁站               | CNY¥2    | 13.25公里  | 光复西路大渡河路 - 莲花路地铁站(北广场)（05:35 - 22:30） 莲花路地铁站(北广场) - 光复西路大渡河路（05:30 - 23:45）          | 1997年开通                        |      |
| 758路               | 巴士一公司 | 政立路市光路－原平路阳城路（永和小区）       | CNY¥2    | 12.05公里  | 市光新村 - 永和小区（05:30 - 22:30） 永和小区 - 市光新村（05:30 - 23:00）                                                  | 1998年开通                        |      |
| 759路               | 巴士二公司 | 澜沧路畹町路－九亭镇                         | CNY¥2    | 12.775公里 | 九亭 - 澜沧路畹町路（06:00 - 22:15） 澜沧路畹町路 - 九亭（05:30 - 21:30）                                                  |                                   |      |
| 760路               | 巴士五公司 | 青石路国权北路－共和新路长江西路             | CNY¥2    | 9.95公里   | 青石路国权北路 - 共和新路长江西路（05:30 - 23:00） 共和新路长江西路 - 青石路国权北路（05:30 - 23:40）                      | 1998年开通                        |      |
| 761路               | 巴士二公司 | 浦北路柳州路－懿行路和炯路                   | CNY¥2    | 17.9公里   | 懿行路和炯路 - 浦北路柳州路（06:00 - 21:30） 浦北路柳州路 - 懿行路和炯路（06:00 - 21:30）                                  | 经由龙耀路隧道过黄浦江            |      |
| 762路               | 巴士五公司 | 真金路富平路－赤峰路地铁站                   | CNY¥2    | 12.6公里   | 赤峰路地铁站 - 真金路富平路（05:30 - 23:23） 真金路富平路 - 赤峰路地铁站（05:30 - 23:00）                                  |                                   |      |
| 763路               | 巴士二公司 | 莘庄地铁站－上海南站（北广场）               | CNY¥2    | 15.657公里 | 莘庄地铁站(北广场) - 上海南站(北广场)（05:20 - 23:50） 上海南站(北广场) - 莘庄地铁站(北广场)（06:00 - 23:58）              | 有人售票                          |      |
| 764路               | 巴士二公司 | 顾戴路合川路－漕宝路停车场                   | CNY¥2    | 6.85公里   | 顾戴路合川路 - 漕宝路停车场（05:50 - 23:00） 漕宝路停车场 - 顾戴路合川路（05:30 - 22:30）                                  |                                   |      |
| 765路               | 巴士三公司 | 丰庄－海防路西康路                           | CNY¥2    | 12.69公里  | 海防路西康路 - 丰庄（05:30 - 23:00） 丰庄 - 海防路西康路（05:20 - 22:30）                                                  |                                   |      |
| 766路               | 巴士三公司 | 光复西路丹巴路－行知路大华新村               | CNY¥2    | 15.05公里  | 光复西路丹巴路 - 华和路真朋路（05:30 - 22:30） 华和路真朋路 - 光复西路丹巴路（05:30 - 23:00）                              | 原06路                            |      |
| 767路               | 巴士五公司 | 新同心路广中路－祁华路枢纽站                 | CNY¥2    | 13.7公里   | 株洲路广中路 - 祁华路枢纽站（05:30 - 22:47） 祁华路枢纽站 - 株洲路广中路（05:30 - 22:30）                                  |                                   |      |
| 768路               | 巴士三公司 | 莲花公寓－民立路共和路                       | CNY¥2    | 14公里     | 上海火车站(民立路) - 莲花公寓（05:30 - 23:00） 莲花公寓 - 上海火车站(民立路)（05:30 - 22:30）                              |                                   |      |
| 770路               | 巴士二公司 | 天钥桥路辛耕路（徐家汇）－长华路华泾路       | CNY¥2    | 10.95公里  | 长华路华泾路 - 天钥桥路辛耕路(徐家汇)（05:30 - 23:00） 天钥桥路辛耕路(徐家汇) - 长华路华泾路（05:30 - 23:35）              |                                   |      |
| 772路               | 浦东上南   | 汇雄路枢纽站－芦恒路枢纽站                   | CNY¥2    |            | 汇雄路枢纽站 - 芦恒路枢纽站（05:55 - 21:00） 芦恒路枢纽站 - 汇雄路枢纽站（06:00 - 21:20）                                  | 原周鲁线                          |      |
| 773路               | 青浦巴士   | 徐泾公交枢纽－华新公交枢纽                   | CNY¥2    |            | 徐泾公交枢纽 - 华新公交枢纽（06:00 - 22:45） 华新公交枢纽 - 徐泾公交枢纽（05:50 - 23:20）                                  |                                   |      |
| 774路               | 浦东杨高   | 陆家嘴地铁站－东靖路金京路                   | CNY¥2    | 19公里     | 东靖路金京路 - 陆家嘴地铁站（05:30 - 22:30） 陆家嘴地铁站 - 东靖路金京路（05:30 - 23:40）                                  |                                   |      |
| 775路               | 浦东杨高   | 香山新村－普安路延安东路                     | CNY¥2    |            | 香山新村 - 普安路延安东路（05:30 - 23:00） 普安路延安东路 - 香山新村 (05:30 - 22:30）                                      | 经由复兴东路隧道过黄浦江          |      |
| 776路               | 巴士二公司 | 中山公园地铁站－联民路                       | CNY¥2    | 25.175公里 | 中山公园地铁站 - 联民路（06:30 - 09:30，16:30 – 19:30） 联民路 - 中山公园地铁站（06:30 - 08:30，16:30 – 18:30）            | 高峰定班；1997年开通；原中卫线    |      |
| 776路区间           | 巴士二公司 | 金汇南路吴中路－联民路                       | CNY¥2    | 17公里     | 金汇南路吴中路 - 联民路（06:00 - 23:00） 联民路 - 金汇南路吴中路（05:00 - 21:30）                                          |                                   |      |
| 777路               | 浦东杨高   | 永业路佳虹路－金桥路地铁站                   | CNY¥2    |            | 金桥路地铁站 - 永业路佳虹路（06:45 - 19:00） 永业路佳虹路 - 金桥路地铁站（06:30 - 19:00）                                  | 高峰定班                          |      |
| 778路               | 浦东金高   | 莱阳路五莲路－张江地铁站                     | CNY¥2    | 12公里     | 莱阳路五莲路 - 张江地铁站（05:00 - 20:15） 张江地铁站 - 莱阳路五莲路（05:45 - 21:00）                                      | 原沪孙线                          |      |
| 779路               | 浦东杨高   | 陆家嘴地铁站－御霞路御衡路                   | CNY¥2    |            | 御霞路御衡路 - 陆家嘴地铁站（05:30 - 22:30） 陆家嘴地铁站 - 御霞路御衡路（05:30 - 23:40）                                  |                                   |      |
| 780路               | 浦东上南   | 永泰路东明路（三林城）－重庆北路延安东路     | CNY¥2    | 18公里     | 永泰路东明路 - 重庆北路延安东路（05:05 - 22:30） 重庆北路延安东路 - 永泰路东明路（05:30 - 23:15）                          | 经由南浦大桥过黄浦江              |      |
| 781路               | 巴士四公司 | 西营路德州路－西藏南路淮海中路               | CNY¥2    | 9公里      | 德州路西营路 - 西藏南路淮海东路（05:30 - 22:30） 西藏南路淮海东路 - 德州路西营路（05:30 - 23:00）                          | 经由打浦路隧道过黄浦江            |      |
| 782路               | 浦东上南   | 海阳新村－普安路延安东路                     | CNY¥2    | 15公里     | 海阳路长清路 - 普安路延安东路（05:10 - 22:30） 普安路延安东路 - 长清路海阳路（05:30 - 23:15）                              | 经由南浦大桥过黄浦江              |      |
| 783路               | 浦东金高   | 台儿庄路长岛路－普安路延安东路               | CNY¥2    |            | 台儿庄路长岛路 - 普安路延安东路（05:20 - 22:30） 普安路延安东路 - 台儿庄路长岛路（05:50 - 23:18）                          | 经由人民路隧道过黄浦江            |      |
| 784路               | 浦东上南   | 板泉路新浦路－云台路尚博路                   | CN¥2     |            | | 1997年开通，后调整线路            |      |
| 785路               | 浦东金高   | 台儿庄路长岛路－洪山路德州路                 | CNY¥2    | 19公里     | 洪山路德州路 - 台儿庄路长岛路（05:45 - 23:00） 台儿庄路长岛路 - 洪山路德州路（05:30 - 22:00）                              | 1997年开通                        |      |
| 786路               | 浦东上南   | 南码头路昌里东路－陕西南路永嘉路（文化广场） | CNY¥2    | 12公里     | 南码头路昌里东路 - 陕西南路永嘉路（05:30 - 22:30） 陕西南路永嘉路 - 南码头路昌里东路（05:30 - 23:00）                      | 经由卢浦大桥过黄浦江              |      |
| 787路               | 浦东上南   | 恒大华城－博山东路枣庄路                     | CNY¥2    | 16公里     | 恒大华城 - 博山东路枣庄路（05:30 - 22:30） 博山东路枣庄路 - 恒大华城（05:30 - 23:00）                                      |                                   |      |
| 788路               | 浦东南汇   | 沪南公路航圆路－杜行渡口                     | CNY¥2    |            | 沪南公路航圆路 - 杜行渡口（05:50 - 20:00） 杜行渡口 - 沪南公路航圆路（06:50 - 21:00）                                      | 原芦杜专线西段                    |      |
| 789路               | 浦东上南   | 金陵中路黄陂南路－南新新村                   | CNY¥2    | 16公里     | 南新新村 - 连云路延安东路（05:15 - 22:40） 连云路延安东路 - 南新新村（05:30 - 23:00）                                      | 原585路；经由复兴东路隧道过黄浦江 |      |
| 790路               | 浦东金高   | 金群路海鹏路－世纪大道地铁站                 | CNY¥2    | 22公里     | 金群路海鹏路 - 世纪大道地铁站（05:20 - 22:30） 世纪大道地铁站 - 金群路海鹏路（06:20 - 23:45）                              |                                   |      |
| 791路               | 浦东金高   | 商城南泉北路－金京路巨峰路                   | CNY¥2    | 14.7公里   | 金京路巨峰路 - 商城南泉北路（05:30 - 22:10） 商城南泉北路 - 金京路巨峰路（06:25 - 23:10）                                  | 1998年开通                        |      |
| 792路               | 浦东杨高   | 泰同栈渡口－陈春路博华路                     | CNY¥2    | 13公里     | 泰同栈渡口 - 陈春路博华路（05:30 - 22:30） 陈春路博华路 - 泰同栈渡口（05:30 - 22:30）                                      |                                   |      |
| 794路               | 浦东金高   | 巨峰路地铁站－莲荣路五星路                   | CNY¥2    | 16.2公里   | 巨峰路地铁站 - 莲荣路五星路（05:55 - 23:35） 莲荣路五星路 - 巨峰路地铁站（05:30 - 22:00）                                  |                                   |      |
| 795路               | 浦东上南   | 商城路南泉北路－永泰路东明路                 | CNY¥2    |            | 永泰路东明路 - 商城路南泉北路（06:00 - 21:30） 商城路南泉北路 - 永泰路东明路（07:00 - 22:30）                              |                                   |      |
| 796路               | 浦东杨高   | 周浦东地铁站－陈行路塘口                     | CNY¥2    | 19.8公里   | 陈行路塘口 - 周浦东地铁站（06:00 - 20:30） 周浦东地铁站 - 陈行路塘口（05:30 - 19:30）                                      | 原川浦线（西段）                  |      |
| 796路区间           | 浦东杨高   | 周浦东地铁站－繁荣路周康路（周浦中学）       | CNY¥2    |            | | 高峰线                            |      |
| 797路               | 太阳岛客运 | 徐泾公交枢纽 - 九亭地铁站                    | CNY¥2    |            | 徐泾公交枢纽 - 九亭地铁站 (06:00 - 21:00) 九亭地铁站 - 徐泾公交枢纽 (06:00 - 21:00)                                        |                                   |      |
| 798路               | 浦东杨高   | 陆家嘴地铁站－五星路枢纽站                   | CNY¥2    | 12公里     | 陆家嘴地铁站 - 莲溪路莲安东路（05:30 - 23:40） 莲溪路莲安东路 - 陆家嘴地铁站（05:25 - 22:50）                              |                                   |      |
| 799路               | 浦东杨高   | 浦东大道金桥路－华高新村 (源华路双桥路)      | CNY¥2    |            | 华高新村 - 浦东大道金桥路（05:20 - 23:00） 浦东大道金桥路 - 华高新村（06:20 - 00:05）                                      | 2006年12月26日前为沪华线          |      |

## 8字头三位数公交线路列表
| 线路编号      | 经营者     | 起讫站                                           | 全程收费          | 运营里程   | 运营时间 | 备注                                                             | 照片          |
| ------------- | ---------- | ------------------------------------------------ | ----------------- | ---------- | --- | ---------------------------------------------------------------- | ------------- |
| 801路         | 太阳岛客运 | 松江汽车西站－练塘汽车站                         | CNY¥2             | 18公里     | 松江汽车西站 - 练塘汽车站（06:00 - 19:40） 练塘汽车站 - 松江汽车西站（05:15 - 19:00）                                                       | 原松练专线                                                       |               |
| 802路         | 嘉定公交   | 新成路车站－新成路车站（单环线）                 | CNY¥2             |            | 新成路车站（06:00 - 19:00） | 2022年10月28日新辟                                               |               |
| 803路         | 巴士二公司 | 金辉路保乐路－桂平路江安路                       | CNY¥2             | 20.075公里 | 桂平路江安路 - 金辉路保乐路（05:30 - 22:30） 金辉路保乐路 - 桂平路江安路（05:30 - 22:30）                                                   |                                                                  |               |
| 804路         | 巴士二公司 | 华泾小区－白樟路老虹井路                         | CNY¥2             | 24.8公里   | 华泾小区 - 白樟路老虹井路（05:30 - 22:30） 白樟路老虹井路 - 华泾小区（05:10 - 22:30）                                                       |                                                                  |               |
| 805路         | 巴士四公司 | 中山东二路新开河路－中山东二路新开河路（单环线） | CNY¥2             | 5.8公里    | 中山东二路新开河路 - 中山东二路新开河路（07:30 - 19:00）                                                                                    |                                                                  |               |
| 806路         | 浦东南汇   | 聯達路浦星公路（沈杜公路地鐵站）-听潮路拱乐路    | CNY¥2             | 24.4公里   | 联达路浦星公路（沈杜公路地铁站）-听潮路拱乐路（6:00-20:00） 听潮路拱乐路-联达路浦星公路（沈杜公路地铁站）（5:20-18:20）                     | 原航大专线                                                       |               |
| 807路         | 巴士三公司 | 虹桥机场1号航站楼－清涧新村                      | CNY¥2             | 13.9公里   | 虹桥机场1号航站楼 - 清涧新村（05:30 - 23:00） 清涧新村 - 虹桥机场1号航站楼（05:30 - 22:30）                                                 |                                                                  |               |
| 808路         | 巴士二公司 | 双河路金鼎路－上海体育馆                         | CNY¥2             | 16.65公里  | 双河路金鼎路 - 上海体育馆（05:30 - 22:30） 上海体育馆 - 双河路金鼎路（05:30 - 22:30）                                                       |                                                                  |               |
| 809路         | 巴士三公司 | 绿苑路红松路（龙柏新村）－龙华机场               | CNY¥2             | 14.825公里 | 绿苑路红松路 - 龙华机场（05:30 - 22:30） 龙华机场 - 绿苑路红松路（05:30 - 22:30）                                                           |                                                                  |               |
| 810路         | 巴士二公司 | 古美新村－懿行路和炯路                           | CNY¥2             | 21.305公里 | 古美新村 - 懿行路和炯路（06:00 - 18:00） 懿行路和炯路 - 古美新村（06:00 - 18:30）                                                           | 原梅周线（缩线）；经由上中路隧道过黄浦江                         |               |
| 811路         | 巴士五公司 | 电台路宝安公路－公交嘉定新城站                   | CNY¥2             | 16公里     | 电台路宝安公路 - 公交嘉定新城站（05:30 - 19:00） 公交嘉定新城站 - 电台路宝安公路（05:50 - 19:30）                                           | 原淞马专线、淞安专线                                             |               |
| 812路         | 巴士五公司 | 长阳路军工路－共和新路长江西路                   | CNY¥2             | 19.7公里   | 长阳路军工路 - 共和新路长江西路（05:30 - 22:30） 共和新路长江西路 - 长阳路军工路（05:30 - 22:30）                                           |                                                                  |               |
| 813路         | 巴士五公司 | 宝山－杨浦大桥                                   | CNY¥2             | 24公里     | 宝山 - 杨浦大桥（06:00 - 21:00） 杨浦大桥 - 宝山（05:30 - 21:00）                                                                           |                                                                  |               |
| 815路         | 巴士三公司 | 鹤旋路金运路－福泉路天山西路                     | CNY¥2             | 7公里      | 鹤旋路金运路－福泉路天山西路（05:30－22:00） 福泉路天山西路－鹤旋路金运路（06:00-22:15）                                                    | 原安虹线东段                                                     |               |
| 817路         | 浦东杨高   | 上海火車站（北廣場）－羅山路樞紐站               | CNY¥2             |            | 上海火車站（北廣場）－羅山路樞紐站（05:30－23:40） 羅山路樞紐站－上海火車站（北廣場）（05:00-22:40）                                        | 分拆自新川专线，已停运                                           | 上海公交817路 |
| 819路         | 巴士一公司 | 吉浦路仁德路－东绣路锦和路                       | CNY¥2             | 24.1公里   | 吉浦路仁德路 - 东绣路锦和路（06:00 - 19:00） 东绣路锦和路 - 吉浦路仁德路（06:20 - 19:30）                                                   | 经由杨浦大桥过黄浦江                                             |               |
| 820路         | 巴士二公司 | 柳州路宜山路（市六医院）－华发路长华路           | CNY¥2             | 9.15公里   | 柳州路宜山路 - 华发路长华路（06:30 - 19:00） 华发路长华路 - 柳州路宜山路（06:00 - 19:00）                                                   |                                                                  |               |
| 821路         | 巴士五公司 | 园康路市台路－南翔汽车站                         | CNY¥2             | 6.45公里   | 园康路市台路 - 南翔汽车站（06:00 - 18:00） 南翔汽车站 - 园康路市台路（06:30 - 18:30）                                                       |                                                                  |               |
| 822路         |            | 真新車站－安亭汽车站                             |                   |            | | 前身為1962年開通的北安線，2023年2月25日更名為822路               |               |
| 823路         | 巴士一公司 | 新市北路丰镇路－上海火车站（北广场）             | CNY¥2             | 13.1公里   | 丰镇新村 - 上海火车站(北广场)（06:00 - 22:30） 上海火车站(北广场) - 丰镇新村（06:50 - 23:30）                                               |                                                                  |               |
| 824路         | 巴士四公司 | 龙临路上中路（长桥新村）－忻康里                 | CNY¥2             | 15公里     | 长桥新村 - 忻康里（05:30 - 22:30） 忻康里 - 长桥新村（05:30 - 22:30）                                                                       |                                                                  |               |
| 826路         | 巴士三公司 | 西乡路平利路－封浜汽车站                         | CNY¥2             | 17.373公里 | 西乡路平利路 - 封浜汽车站（06:00 - 20:45） 封浜汽车站 - 西乡路平利路（05:00 - 20:45）                                                       | 原北安区间                                                       |               |
| 827路         | 巴士三公司 | 番禺路淮海西路－定边路桃浦路                     | CNY¥2             | 15.18公里  | 番禺路淮海西路 - 定边路桃浦路（05:30 - 22:30） 定边路桃浦路 - 番禺路淮海西路（05:30 - 22:30）                                               |                                                                  |               |
| 828路         | 巴士三公司 | 虎林路呼玛路－南翔汽车站                         | CNY¥2             | 28.85公里  | 虎林路呼玛路 - 南翔汽车站（06:00 - 21:00） 南翔汽车站 - 虎林路呼玛路（06:00 - 21:00）                                                       | 原虎南线                                                         |               |
| 829路（停运） | 巴士三公司 | 茅台路威宁路－虹口足球場（花園路）               | CNY¥2             | 17.09公里  | 茅台路水城路 - 虹口足球場（花園路）（06:00 - 22:00） 虹口足球場（花園路） - 茅台路水城路（06:00 - 22:00）                                   | 现已撤销，并入224路                                              |               |
| 830路         | 巴士二公司 | 钦州南路虹漕南路－富水路万里小区                 | CNY¥2             | 25.17公里  | 钦州南路虹漕南路 - 富水路万里小区（05:30 - 22:30） 富水路万里小区 - 钦州南路虹漕南路（05:30 - 22:30）                                       |                                                                  |               |
| 832路         | 巴士五公司 | 长临路共康三村－长临路共康三村（单环线）         | CNY¥2             | 5.4公里    | 长临路共康三村 - 长临路共康三村（06:30 - 08:30，17:30-19:30）                                                                               | 高峰线                                                           |               |
| 833路         | 巴士五公司 | 临汾路阳泉路－临汾路阳泉路（单环线）             | CNY¥2             | 5.6公里    | 临汾路阳泉路 - 临汾路阳泉路（06:30 - 08:30，17:30-19:30）                                                                                   | 高峰线                                                           |               |
| 834路         | 巴士五公司 | 杨南路沪太公路－华亭镇                           | CNY¥2             | 16.9公里   | 杨南路沪太公路 - 华亭镇（06:20 - 18:20） 华亭镇 - 杨南路沪太公路（07:00 - 19:10）                                                           | 原北华线区间、839路区间                                          |               |
| 836路         | 巴士三公司 | 肇嘉浜路天平路（徐家汇）－北华路（华漕）         | CNY¥2             | 14.95公里  | 徐家汇 - 北华路(华漕)（05:30 - 23:31） 北华路(华漕) - 徐家汇（05:30 - 22:30）                                                               | 原徐华线                                                         |               |
| 837路         | 巴士三公司 | 真南新村－上海火车站（南广场）                   | CNY¥2             | 17公里     | 真南新村 - 上海火车站(南广场)（05:30 - 22:30） 上海火车站(南广场) - 真南新村（05:30 - 23:30）                                               | 有人售票                                                         |               |
| 838路         | 巴士三公司 | 桃浦新村－美丽园                                 | CNY¥2             | 17.15公里  | 桃浦新村 - 美丽园（05:30 - 22:00） 美丽园 - 桃浦新村（05:30 - 22:55）                                                                       |                                                                  |               |
| 839路         | 巴士五公司 | 杨南路沪太公路－华亭镇                           | CNY¥2             | 17.9公里   | 杨南路沪太公路 - 华亭镇（05:40 - 20:20） 华亭镇 - 杨南路沪太公路（06:20 - 19:20）                                                           | 原北华线                                                         |               |
| 840路         | 浦东南汇   | 上海火车站 - 龙阳路地铁站                        | CNY¥2             | 18.4公里   | 上海火车站 - 龙阳路地铁站（06:00 - 23:30） 龙阳路地铁站 - 上海火车站（06:00 - 22:30）                                                       | 原南新专线（北段）                                               |               |
| 841路         | 巴士五公司 | 罗溪路祁北路－嘉定客运中心                       | CNY¥2             | 17.8公里   | 罗溪路祁北路 - 嘉定客运中心（05:30 - 19:30） 嘉定客运中心 - 罗溪路祁北路（05:00 - 18:10）                                                   | 原淞嘉线                                                         |               |
| 842路         | 巴士一公司 | 平凉路大连路－工农新村                           | CNY¥2             | 14公里     | 平凉路大连路 - 工农新村（06:20 - 19:00） 工农新村 - 平凉路大连路（06:00 - 18:50）                                                           |                                                                  |               |
| 843路         | 浦东杨高   | 东靖路金京路－阜新路彰武路                       | CNY¥2             | 21公里     | 阜新路彰武路 - 东靖路金京路（05:20 - 22:40） 东靖路金京路 - 阜新路彰武路（04:50 - 22:10）                                                   | 经由杨浦大桥过黄浦江                                             |               |
| 845路         | 巴士五公司 | 长安路恒通路－呼兰路通河路                       | CNY¥2             | 16.65公里  | 长安路恒通路 - 呼兰路通河路（05:30 - 22:30） 呼兰路通河路 - 长安路恒通路（05:30 - 22:30）                                                   |                                                                  |               |
| 846路         | 巴士三公司 | 管弄路华池路－天山西路淞虹路                     | CNY¥2             | 12.94公里  | 管弄路华池路 - 福泉路天山西路（06:00 - 18:30） 福泉路天山西路 - 管弄路华池路（06:30 - 19:00）                                               |                                                                  |               |
| 849路         | 巴士四公司 | 虎林路共江路－华阴路骊山路                       | CNY¥2             | 12.55公里  | 虎林路共江路 - 华阴路骊山路（06:00 - 22:00） 华阴路骊山路 - 虎林路共江路（06:00 - 22:00）                                                   |                                                                  |               |
| 850路         | 巴士五公司 | 康宁路枢纽站－政通路淞沪路                       | CNY¥2             | 13.75公里  | 康宁路枢纽站 - 政通路凇沪路（05:45 - 20:00） 政通路凇沪路 - 康宁路枢纽站（06:00 - 21:00）                                                   |                                                                  |               |
| 851路         | 众兴客运   | 申昆路枢纽站－秀沁路汽车站                       | CNY¥2             | 25公里     | 申昆路枢纽站 - 秀沁路汽车站（06:00 - 21:30） 秀沁路汽车站 - 申昆路枢纽站（04:50 - 21:00）                                                   | 原沪青盈专线                                                     |               |
| 852路         | 奉贤客运   | 贤文路贤浦路－沈杜公路地铁站                     | CNY¥2             | 21.7公里   | 贤文路贤浦路－沈杜公路地铁站（05:00 - 19:30） 沈杜公路地铁站－贤文路贤浦路（06:20 - 21:20）                                                 | 原南申专线                                                       |               |
| 853路         | 巴士五公司 | 杨浦大桥－凉城新村                               | CNY¥2             | 12.6公里   | 杨浦大桥 - 凉城新村（06:30 - 19:15） 凉城新村 - 杨浦大桥（05:45 - 18:30）                                                                   |                                                                  |               |
| 854路         | 巴士一公司 | 市光新村（包头路）－提篮桥                       | CNY¥2             | 16公里     | 市光新村（包头路） - 提篮桥（05:50 - 22:10） 提篮桥 - 市光新村（包头路）（05:50 - 22:10）                                                   |                                                                  |               |
| 855路         | 巴士三公司 | 剑河路泉口路－广元西路恭城路                     | CNY¥2             | 11.38公里  | 剑河路泉口路 - 广元西路恭城路（05:30 - 22:30） 广元西路恭城路 - 剑河路泉口路（05:30 - 23:05）                                               |                                                                  |               |
| 856路         | 巴士三公司 | 虹古路安龙路－真光新村                           | CNY¥2             | 13.2公里   | 虹古路安龙路 - 真光新村（05:30 - 22:30） 真光新村 - 虹古路安龙路（05:30 - 22:30）                                                           |                                                                  |               |
| 858路         | 巴士四公司 | 同普路中江路－平型关路永和东路                   | CNY¥2             | 14.99公里  | 平型关路永和东路 - 同普路中江路（05:30 - 22:30） 同普路中江路 - 平型关路永和东路（05:30 - 22:30）                                           |                                                                  |               |
| 859路         | 巴士三公司 | 水杉路真南路－晋元路海宁路                       | CNY¥2             | 16.97公里  | 晋元路海宁路 - 水杉路真南路（05:30 - 22:30） 水杉路真南路 - 晋元路海宁路（05:30 - 22:30）                                                   |                                                                  |               |
| 860路         | 浦东金高   | 上海南站南广场 - 成山路东明路                    | CNY¥2             | 10.8公里   | 上海南站南广场 - 成山路东明路（05:30 - 22:30） 成山路东明路 - 上海南站南广场（05:30 - 22:30）                                               | 原南川线（西段）                                                 |               |
| 862路         | 巴士五公司 | 共康路康场路－中兴路东宝兴路                     | CNY¥2             | 12.95公里  | 共康路长康路 - 中兴路宝通路（05:30 - 22:30） 中兴路宝通路 - 共康路长康路（05:30 - 22:30）                                                   |                                                                  |               |
| 864路         | 巴士二公司 | 龙华机场－复兴中路瑞金二路                       | CNY¥2             | 7.5公里    | 龙华机场 - 复兴中路瑞金二路（05:30 - 22:30） 复兴中路瑞金二路 - 龙华机场（05:30 - 22:30）                                                   |                                                                  |               |
| 865路         | 青浦巴士   | 徐泾东地铁站－龙州路上中西路                     | CNY¥2             | 20.41公里  | 龙州路上中西路 - 徐泾东站地铁站（06:00 - 21:00） 徐泾东站地铁站 - 龙州路上中西路（06:00 - 21:00）                                           | 原徐梅线                                                         |               |
| 866路         | 巴士四公司 | 中山东二路新开河路－中华路王家码头路             | CNY¥2             | 2.8公里    | 中山东二路新开河路 - 中华路王家码头路（07:14 - 09:00，16:30 - 18:30） 中华路王家码头路 - 中山东二路新开河路（07:00 - 09:00，16:42 - 18:30） | 高峰线                                                           |               |
| 867路         | 巴士三公司 | 航华新村－上海南站（南广场）                     | CNY¥2             | 19.28公里  | 上海南站 - 航华新村（05:30 - 23:57） 航华新村 - 上海南站（05:25 - 22:30）                                                                   | 原有人售票线，现已改无人售票                                     |               |
| 868路         | 巴士一公司 | 南浦大桥（沪军营路）－白城路民星路               | CNY¥2             | 18.53公里  | 南浦大桥(沪军营路) - 白城路民星路（05:30 - 22:30） 白城路民星路 - 南浦大桥(沪军营路)（05:30 - 22:30）                                       |                                                                  |               |
| 869路         | 巴士四公司 | 南浦大桥（沪军营路）－真金路富平路               | CNY¥2             | 18公里     | 南浦大桥(沪军营路) - 真金路富平路（05:30 - 22:30） 真金路富平路 - 南浦大桥(沪军营路)（05:30 - 22:30）                                       |                                                                  |               |
| 870路         | 巴士一公司 | 陆家嘴－新江湾城（世界路）                       | CNY¥2             | 17.075公里 | 陆家嘴 - 新江湾城（世界路）（05:30 - 22:30） 新江湾城（世界路） - 陆家嘴（05:30 - 22:30）                                                   | 经由大连路隧道过黄浦江                                           |               |
| 871路         | 浦东上南   | 西营路成山路－锦西路打虎山路                     | CNY¥2             | 17公里     | 西营路成山路 - 锦西路打虎山路（05:30 - 22:30） 锦西路打虎山路 - 西营路成山路（05:30 - 22:45）                                               | 经由大连路隧道过黄浦江                                           |               |
| 872路         | 太阳岛客运 | 尚泰路乐高路－九亭地铁站                         | CNY¥2             |            | 尚泰路乐高路 - 九亭地铁站（06:00 - 22:00） 九亭地铁站 - 尚泰路乐高路（06:00 - 22:40）                                                       |                                                                  |               |
| 873路         | 浦东上南   | 莘庄地铁站（南广场）－东泰林路康桥路             | CNY¥2             |            | 莘庄地铁站（南广场） - 东泰林路康桥路（06:15 - 20:00） 东泰林路康桥路 - 莘庄地铁站（南广场）（05:15 - 19:00）                               | 原鹤莘线（西段）；经由徐浦大桥过黄浦江                           |               |
| 874路         | 巴士一公司 | 三门支路安汾路－枣庄路张杨路                     | CNY¥2             | 22.1公里   | 三门路安汾路 - 枣庄路张杨路（05:30 - 22:00） 枣庄路张杨路 - 三门路安汾路（05:30 - 22:00）                                                   | 经由军工路隧道过黄浦江                                           |               |
| 875路         | 巴士一公司 | 海门路长阳路－国学路国权北路                     | CNY¥2             | 15.25公里  | 国学路国权北路 - 海门路长阳路（05:30 - 22:00） 海门路长阳路 - 国学路国权北路（05:30 - 22:00）                                               |                                                                  |               |
| 876路         | 巴士一公司 | 福泉路天山西路－凉城新村                         | CNY¥2             | 24.75公里  | 凉城新村 - 福泉路天山西路（05:30 - 22:30） 福泉路天山西路 - 凉城新村（05:30 - 22:30）                                                       |                                                                  |               |
| 877路         | 巴士五公司 | 平型关路江场路－平型关路江场路（单环线）         | CNY¥2             | 4公里      | 平型关路江场路 - 平型关路江场路（07:30 - 09:30，16:30 - 18:30）                                                                             | 高峰线                                                           |               |
| 878路         | 巴士五公司 | 阳城路沪太支路－江场三路汶水路                   | CNY¥2             | 3.15公里   | 阳城路沪太支路 - 江场三路汶水路（08:00 - 09:00） 江场三路汶水路 - 阳城路沪太支路（17:15 - 18:15）                                           | 高峰线                                                           |               |
| 879路         | 巴士五公司 | 平型关路江场路－平型关路江场路（单环线）         | CNY¥2             | 6.5公里    | 平型关路江场路 - 平型关路江场路（10:00 - 16:00）                                                                                            | 低谷线                                                           |               |
| 880路         | 众兴客运   | 蟠龙路站－尚泰路乐高路                           | CNY¥2             | 13.7公里   | 蟠龙路站－尚泰路乐高路（06:30 - 20:00） 尚泰路乐高路－蟠龙路站（05:30 - 19:00）                                                             | 原880路B线；（原880路为北青线（缩线）；现已并入889路）           |               |
| 880路B线      |            |                                                  |                   |            | | 现已转正为880路                                                  |               |
| 881路         | 巴士二公司 | 松江汽车东站－建设路沪闵路（闵行）               | CNY¥2             | 23.8公里   | 松江汽车东站 - 闵行（05:30 - 19:45） 闵行 - 松江汽车东站（05:00 - 18:30）                                                                   | 原松闵线（缩线）                                                 |               |
| 882路         | 奉贤公交   | 南桥汽车站－叶榭站                               | CNY¥2             | 11.18公里  | 南桥汽车站 - 叶榭站（04:50 - 19:00） 叶榭站 - 南桥汽车站（05:40 - 19:50）                                                                   | 原南叶线                                                         |               |
| 883路         | 巴士五公司 | 共和新路呼兰路－凌江路西凌江路                   | CNY¥2             | 16公里     | 共和新路呼兰路 - 凌江路西凌江路（06:00 - 20:00） 凌江路西凌江路 - 共和新路呼兰路（06:00 - 21:00）                                           | 经由长江路隧道过黄浦江                                           |               |
| 885路         | 嘉定公交   | 南门公交站－纬地路经地路                         | CNY¥2             |            | 南门公交站 - 纬地路经地路（04:55 - 19:00） 纬地路经地路 - 南门公交站（05:55 - 20:00）                                                       | 原嘉广线                                                         |               |
| 886路         | 嘉定公交   | 公交嘉定北站－杨南路沪太公路                     | CNY¥2             |            | 公交嘉定北站 - 杨南路沪太公路（05:00 - 19:10） 杨南路沪太公路 - 公交嘉定北站（05:50 – 20:00）                                               | 原嘉店线                                                         |               |
| 887路         | 巴士五公司 | 逸仙路场中路－高境路恒高路                       | CNY¥2             | 5.3公里    | 逸仙路场中路 - 高境路恒高路（05:45 – 22:30） 高境路恒高路 - 逸仙路场中路（05:30 – 22:30）                                                   |                                                                  |               |
| 889路         | 众兴客运   | 泸定路同普路 - 尚泰路乐高路                      | CNY¥2             | 21.8公里   | 泸定路同普路 - 尚泰路乐高路（06:00 – 21:00） 尚泰路乐高路 - 泸定路同普路（04:55 – 21:00）                                                   | 原青泸线（西段）                                                 |               |
| 890路         | 嘉定公交   | 嘉定客运中心－集宁路罗宁路                       | CNY¥2             |            | 嘉定客运中心 - 集宁路罗宁路（05:20 – 19:40） 集宁路罗宁路 - 嘉定客运中心（05:15 – 19:50）                                                   | 原嘉唐华线                                                       |               |
| 890路区间     | 嘉定公交   | 嘉定客运中心－霜竹公路车站                       | CNY¥2             |            | 嘉定客运中心 - 霜竹公路车站（20:10 – 23:25） 霜竹公路车站 - 嘉定客运中心（20:20 – 22:20）                                                   | 原嘉定131路华亭段改线后补充夜间线路，后随890路延长运营时间而停运 |               |
| 891路         | 奉贤公交   | 奉金路－建设路沪闵路                             | CNY¥2             |            | 奉金路 – 建设路沪闵路（05:35-18:40） 建设路沪闵路 - 奉金路（05:35-19:40）                                                                   | 原南闵专线（西段）；经由奉浦大桥过黄浦江                         |               |
| 892路         | 嘉定公交   | 嘉定客运中心－萧云路潘川路                       | CNY¥2             |            | 嘉定客运中心 – 萧云路潘川路（06:00-18:00） 萧云路潘川路 - 嘉定客运中心（07:00-19:00）                                                       | 原钱泰线、外罗线                                                 |               |
| 895路         | 太阳岛客运 | 嘉松中路公交枢纽－佘山地铁站                     | CNY¥2             |            | | 原赵巷4路                                                        |               |
| 898路         | 巴士三公司 | 上海火车站（南广场）－南翔汽车站                 | CNY¥2（有人售票） |            | 上海火车站（南广场）－南翔汽车站（05:30－21:25） 南翔汽车站－上海火车站（南广场）（05:30－22:30）                                           | 2021年1月30日設立，原滬唐專線的一部分                            |               |

## 9字头三位数公交线路列表
| 线路编号      | 经营者     | 起讫站                                         | 全程收费 | 运营里程   | 运营时间 | 备注                                                                                              | 照片 |
| ------------- | ---------- | ---------------------------------------------- | -------- | ---------- | --- | ------------------------------------------------------------------------------------------------- | ---- |
| 909路         | 巴士三公司 | 沪太路公交枢纽－凯旋路延安西路                 | CNY¥2    | 13.4公里   | 沪太路公交枢纽 - 凯旋路延安西路（05:30 - 22:30） 冠生园路桂林路 - 沪太路公交枢纽（05:30 - 23:00）                             | 原534路                                                                                           |      |
| 911路         | 巴士四公司 | 老西门－航南路航东路                           | CNY¥2    | 18.7公里   | 老西门 - 航南路航东路（06:00 - 22:00） 万科城市花园 - 老西门（06:00 - 21:00）                                                 | 原双层巴士1路、945路                                                                              |      |
| 912路         | 巴士四公司 | 上海火车站（北广场）－高境新村                 | CNY¥2    | 13.2公里   | 上海火车站(北广场) - 高境新村（05:30 - 22:30） 高境新村 - 上海火车站(普善路)（05:30 - 22:30）                                 | 原双层巴士2路                                                                                     |      |
| 915路         | 浦东上南   | 浦晓路江月路－南浦大桥（沪军营路）             | CNY¥2    | 22.1公里   | 浦晓路江月路 - 南浦大桥（沪军营路）（05:30 - 23:00） 南浦大桥（沪军营路） - 浦晓路江月路（05:30 - 22:30）                     | 原世博家园班车线；经由卢浦大桥过黄浦江                                                            |      |
| 923路         | 巴士三公司 | 上海体育馆－环镇南路真朋路                     | CNY¥2    | 18.94公里  | 上海体育馆 - 环镇南路真朋路（05:30 - 23:42） 环镇南路真朋路 - 上海体育馆（05:30 - 22:30）                                     | 原840路                                                                                           |      |
| 926路         | 巴士四公司 | 上海体育馆－中山东二路新开河路                 | CNY¥2    | 9.69公里   | 上海体育馆 - 中山东二路新开河路（05:30 - 22:30） 中山东二路新开河路 - 上海体育馆（05:30 - 22:30）                             | 原526路                                                                                           |      |
| 927路         | 巴士四公司 | 上海火车站（南广场）－宜山路虹梅路             | CNY¥2    | 16.8公里   | 上海火车站(南广场) - 宜山路虹梅路（05:30 - 23:30） 宜山路虹梅路 - 上海火车站(南广场)（05:30 - 23:20）                         | 原903路，有人售票                                                                                 |      |
| 929路         | 巴士四公司 | 上海火车站（北广场）－陈春路博华路             | CNY¥2-3  | 20.5公里   | 上海火车站(北广场) - 陈春路博华路（05:30 - 23:30） 陈春路博华路 - 上海火车站(北广场)（05:30 - 22:30）                         | 原906路，有人售票；经由南浦大桥过黄浦江                                                           |      |
| 930路         | 巴士四公司 | 上海火车站（南广场）－白渡路中山南路           | CNY¥2    | 8.4公里    | 上海火车站(南广场) - 白渡路中山南路（05:30 - 22:30） 白渡路中山南路 - 上海火车站(南广场)（05:30 - 22:30）                     | 原902路，有人售票                                                                                 |      |
| 932路         | 巴士四公司 | 城隍庙－龙耀路云锦路                           | CNY¥2    | 15.69公里  | 城隍庙 - 龙耀路云锦路（05:30 - 22:30） 龙耀路云锦路 - 城隍庙（05:30 - 22:30）                                                 | 原530路                                                                                           |      |
| 933路         | 巴士四公司 | 龙兰路丰谷路－辉河路中山北二路（运光新村）     | CNY¥2    | 20.2公里   | 龙兰路丰谷路 - 运光新村（05:30 - 22:30） 运光新村 - 龙兰路丰谷路（05:30 - 22:30）                                             | 原873路                                                                                           |      |
| 934路         | 巴士一公司 | 普安路延安东路－国顺东路翔殷路                 | CNY¥2    | 16.06公里  | 国顺东路翔殷路 - 普安路延安东路（05:30 - 22:30） 普安路延安东路 - 国顺东路翔殷路（05:30 - 23:20）                             |                                                                                                   |      |
| 937路         | 巴士四公司 | 绥德路（未来岛高新园区）－三门路淞沪路         | CNY¥2    | 24公里     | 三门路淞沪路 - 绥德路（05:30 - 22:30） 绥德路 - 三门路淞沪路（05:30 - 22:30）                                                 | 原512路                                                                                           |      |
| 939路         | 巴士一公司 | 鲁迅公园－杨家渡渡口                           | CNY¥2    | 10.515公里 | 鲁迅公园 - 杨家渡渡口（05:30 - 22:30） 杨家渡渡口 - 鲁迅公园（05:30 - 22:30）                                                 | 经由新建路隧道过黄浦江                                                                            |      |
| 941路         | 巴士二公司 | 虹桥东交通中心－上海火车站（南广场）           | CNY¥2-6  | 24.34公里  | 虹桥东交通中心 - 上海火车站(南广场)（05:30 - 23:00） 上海火车站(南广场) - 虹桥东交通中心（05:30 - 22:30）                     | 原833路，有人售票                                                                                 |      |
| 941路跨线定班 | 巴士二公司 | 虹桥东交通中心－北华路（华漕）                 | CNY¥2    | 5.15公里   | 虹桥东交通中心 - 北华路(华漕)（07:00 - 20:00） 北华路(华漕) - 虹桥东交通中心（06:30 - 19:30）                                 | 仅工作日运营                                                                                      |      |
| 942路         | 巴士一公司 | 上海火车站（北广场）－殷行路中原路             | CNY¥2    | 17.2公里   | 殷行路中原路 - 上海火车站(北广场)（05:30 - 22:30） 上海火车站(北广场) - 殷行路中原路（05:30 - 23:30）                         | 原507路                                                                                           |      |
| 944路         | 巴士三公司 | 水城路仙霞路－灵石路北宝兴路                   | CNY¥2    |            | 灵石路北宝兴路 - 水城路仙霞路（05:30 - 22:30） 水城路仙霞路 - 灵石路北宝兴路（05:25 - 22:25）                                 | 原525路                                                                                           |      |
| 946路         | 巴士二公司 | 万源路平阳路（儿科医院）－中山公园地铁站       | CNY¥2    | 15.34公里  | 中山公园地铁站 - 万源路平阳路(儿科医院)（05:30 - 22:30） 万源路平阳路(儿科医院) - 中山公园地铁站（05:30 - 22:30）             | 原834路                                                                                           |      |
| 947路         | 巴士四公司 | 嘉怡路海波路－安化路定西路                     | CNY¥2    | 12.4公里   | 安化路定西路 - 嘉怡路海波路（05:30 - 22:30） 嘉怡路海波路 - 安化路定西路（05:30 - 22:30）                                     | 原567路                                                                                           |      |
| 948路         | 巴士三公司 | 北海宁路吴淞路－新郁支路新郁路                 | CNY¥2    | 17.51公里  | 北海宁路吴淞路 - 新郁支路新郁路（05:30 - 22:30） 新郁支路新郁路 - 北海宁路吴淞路（05:30 - 22:30）                             | 原563路                                                                                           |      |
| 951路         | 巴士四公司 | 虎林路一二八纪念路－曹家渡                     | CNY¥2    | 15.35公里  | 虎林路共江路 - 曹家渡（05:30 - 22:30） 曹家渡 - 虎林路共江路（05:30 - 22:30）                                                 | 原865路                                                                                           |      |
| 955路         | 浦东上南   | 芦恒路枢纽站－上海火车站（南广场）             | CNY¥2    |            | 上海火车站(南广场) - 芦恒路枢纽站（05:20 - 23:30） 芦恒路枢纽站 - 上海火车站(南广场)（04:55 - 23:25）                         | 经由南浦大桥过黄浦江；原一代835路                                                                 |      |
| 956路         | 闵行客运   | 东川路龙吴路－肇嘉浜路天平路（徐家汇）         | CNY¥2    |            | 肇嘉浜路天平路（徐家汇） - 东川路龙吴路（06:00 - 22:40） 东川路龙吴路 - 肇嘉浜路天平路（徐家汇）（04:50 - 21:30）             | 原徐吴专线                                                                                        |      |
| 957路         | 露虹汽服   | 外环路地铁站（南广场）－平江路（中山医院）     | CNY¥2    | 17.125公里 | 外环路地铁站(南广场) - 平江路枫林路(中山医院)（05:30 - 23:40） 平江路枫林路(中山医院) - 外环路地铁站(南广场)（05:30 - 22:30） | 原847路                                                                                           |      |
| 958路         | 巴士二公司 | 广元西路华山路－闵行                           | CNY¥2    | 27.35公里  | 广元西路华山路 - 闵行（06:30 - 19:00） 闵行 - 广元西路华山路（06:30 - 19:30）                                                 | 原申闵专线                                                                                        |      |
| 959路         | 巴士五公司 | 运光新村－永和新村                             | CNY¥2    | 12.3公里   | 运光新村 - 永和新村（06:50 - 19:00） 永和新村 - 运光新村（06:00 - 18:00）                                                     | 原529路                                                                                           |      |
| 960路         | 巴士一公司 | 怀德路杨树浦路－青石路国权北路                 | CNY¥2    | 12.65公里  | 怀德路杨树浦路 - 青石路国权北路（05:00 - 22:30） 青石路国权北路 - 怀德路杨树浦路（05:30 - 22:30）                             | 原580路                                                                                           |      |
| 961路         | 浦东上南   | 陆家嘴－沔北路军民路                           | CNY¥2    | 23公里     | 陆家嘴 - 沔北路军民路（06:00 - 21:00） 沔北路军民路 - 陆家嘴（06:00 - 20:00）                                                 | 原621路                                                                                           |      |
| 962路         | 巴士四公司 | 上海火车站（北广场）－栖山路德平路             | CNY¥2    | 17.25公里  | 栖山路德平路 - 上海火车站(北广场)（05:30 - 22:30） 上海火车站(北广场) - 栖山路德平路（05:25 - 23:30）                         | 原申保线、592路；经由杨浦大桥过黄浦江                                                             |      |
| 963路         | 巴士五公司 | 上海中医院－罗芬路美丹路                       | CNY¥2    | 23.4公里   | 上海中医院 - 罗芬路美丹路（04:40 - 22:00） 罗芬路美丹路 - 上海中医院（05:00 - 21:00）                                         | 原553路                                                                                           |      |
| 966路         | 巴士一公司 | 市光新村－万航渡路长寿路                       | CNY¥2    | 20.0公里   | 市光新村 - 万航渡路长寿路（06:00 - 19:00） 万航渡路长寿路 - 市光新村（06:00 - 19:00）                                         | 原866路                                                                                           |      |
| 969路         | 浦东杨高   | 御青路御桥路－河南南路福佑路                   | CNY¥2    | 19.825公里 | 御青路御桥路 - 河南南路福佑路（05:30 - 23:40） 河南南路福佑路 - 御青路御桥路（05:30 - 23:17）                                 | 原569路；经由西藏南路隧道过黄浦江；曾属浦东上南                                                   |      |
| 970路         | 浦东上南   | 金杨路枣庄路－南新小区                         | CNY¥2    | 18公里     | 下南路绿林路 - 金杨路枣庄路（05:45 - 22:00） 金杨路枣庄路 - 下南路绿林路（06:18 - 22:45）                                     | 原620路                                                                                           |      |
| 971路         | 浦东杨高   | 东陆路地铁站－园二路新园路                     | CNY¥2    |            | 东陆路地铁站 - 园二路新园路（06:00 - 22:00） 园二路新园路 - 东陆路地铁站（05:30 - 21:30）                                     | 原陆高专线                                                                                        |      |
| 973路         | 巴士四公司 | 蓝村路南泉路－上海南站（南广场）               | CNY¥2-5  | 20公里     | 上海南站 - 蓝村路南泉路（05:30 - 23:57） 蓝村路南泉路 - 上海南站（05:30 - 22:30）                                             | 有人售票；经由上中路隧道过黄浦江；原623路                                                         |      |
| 974路         | 巴士四公司 | 北区汽车站（中山北路）－康达路关岳路           | CNY¥2    | 31.3公里   | 共和新路中山北路 - 康达路关岳路（06:00 - 22:15） 康达路关岳路 - 共和新路中山北路（06:00 - 22:00）                             | 原原野专线；经由西藏南路隧道过黄浦江                                                              |      |
| 975路         | 巴士四公司 | 广灵四路广粤路－上海科技馆                     | CNY¥2    | 15.4公里   | 广灵四路广粤路 - 上海科技馆（06:00 - 22:00） 上海科技馆 - 广灵四路广粤路（05:45 - 22:00）                                     | 原广野专线；经由大连路隧道过黄浦江；南段（上海科技馆 - 周东南路S32）现已独立行驶并更名为浦东121路 |      |
| 976路         | 浦东杨高   | 洪山路德州路－龙阳路地铁站                     | CNY¥2    | 10公里     | 洪山路德州路 - 龙阳路地铁站（05:30 - 22:30） 龙阳路地铁站 - 洪山路德州路（05:30 - 22:30）                                     | 原616路                                                                                           |      |
| 978路         | 浦东上南   | 塘口 - 春眺路枢纽站                            | CNY¥2    |            | 塘口 - 春眺路枢纽站（05:15 - 21:00） 春眺路枢纽站 - 塘口（05:40 - 21:25）                                                     |                                                                                                   |      |
| 980路         | 浦东上南   | 人民广场（广东路）－云台路杨南路               | CNY¥2    | 18公里     | 云台路杨南路 - 人民广场(广东路)（05:30 - 22:30） 人民广场(广东路) - 云台路杨南路（05:30 - 22:30）                             | 原521路；经由复兴东路隧道过黄浦江                                                                 |      |
| 981路         | 浦东上南   | 前滩大道耀体路－其昌栈渡口                     | CNY¥2    | 23公里     | 前滩大道耀体路－其昌栈渡口（05:30 - 22:00） 其昌栈渡口- 前滩大道耀体路（05:50 – 22:30）                                       | 原571路                                                                                           |      |
| 984路         | 浦东金高   | 永业路佳虹路－兰陵路临沂路                     | CNY¥2    | 11.175公里 | 永业路佳虹路 - 兰陵路临沂路（05:30 - 22:10） 兰陵路临沂路 - 永业路佳虹路（05:50 - 22:30）                                     | 原593路，低谷定班                                                                                 |      |
| 985路         | 浦东上南   | 陆家嘴西路滨江大道－上海体育馆                 | CNY¥2    | 16公里     | 陆家嘴西路滨江大道 - 上海体育馆（05:30 - 22:40） 上海体育馆 - 陆家嘴西路滨江大道（05:30 - 22:30）                             | 原872路；经由南浦大桥过黄浦江                                                                     |      |
| 986路         | 浦东上南   | 浦晓南路江月路－淮海中路思南路                 | CNY¥2    | 22公里     | 浦晓南路江月路 - 淮海中路思南路（06:00 - 22:00） 淮海中路思南路 - 浦晓南路江月路（06:00 - 22:00）                             | 原575路；经由卢浦大桥过黄浦江                                                                     |      |
| 986路区间     | 浦东上南   | 东泰林路－淮海中路思南路                       | CNY¥2    | 16.2公里   | 东泰林路 - 淮海中路思南路（05:30 - 22:30） 淮海中路思南路 - 东泰林路（05:30 - 23:00）                                         | 经由卢浦大桥过黄浦江                                                                              |      |
| 987路         | 浦东金高   | 东方路潍坊路－华高新村                         | CNY¥2    |            | 源华路双桥路 - 东方路潍坊路（05:55 - 22:50） 东方路潍坊路 - 源华路双桥路（07:00 - 23:50）                                     |                                                                                                   |      |
| 988路         | 浦东杨高   | 御青路御桥路－龙阳路世博大道                   | CNY¥2    |            | 龙阳路世博大道 - 御青路御桥路（05:40 - 22:00） 御青路御桥路 - 龙阳路世博大道（05:00 - 21:20）                                 | 原633路                                                                                           |      |
| 989路         | 浦东金高   | 东方路蓝村路－庆利路环庆南路（合庆公交枢纽站） | CNY¥2    | 24公里     | 庆利路环庆南路 - 东方路蓝村路（04:50 - 21:00） 东方路蓝村路 - 庆利路环庆南路（06:00 - 22:20）                                 | 原申庆线、乳合专线；曾属浦东杨高                                                                  |      |
| 990路         | 浦东杨高   | 香楠路丹桂路－中科路孙环路                     | CNY¥2    | 9.6公里    | 香楠路丹桂路 - 中科路孙环路（06:00 - 23:50） 中科路孙环路 - 香楠路丹桂路（05:30 - 22:30）                                     | 原申孙专线                                                                                        |      |
| 991路         | 浦东金高   | 航城七路施湾三路－金桥路地铁站                 | CNY¥2-6  |            | 航城七路施湾三路 - 金桥路地铁站（05:00 - 20:30） 金桥路地铁站 - 航城七路施湾三路（06:00 - 22:00）                             | 原川虹专线，有人售票；曾属浦东杨高                                                                |      |
| 992路         | 浦东杨高   | 周园路沈梅东路－陆家嘴地铁站                   | CNY¥2    | 26公里     | 周园路沈梅东路 - 陆家嘴地铁站（04:45 - 22:20） 陆家嘴地铁站 - 周园路沈梅东路（05:50 - 23:40）                                 | 原陆周专线                                                                                        |      |

### 另请参见
- 公交走向（页面存档备份，存于） - 上海市公共数据开放平台
- 公交线路首末班车时间（页面存档备份，存于） - 上海市公共数据开放平台